# トンダノ語
トンダノ語（トンダノご、Tondano; 原語名: bahasa tondano）とは、インドネシアのスラウェシ島北東部ミナハサ半島の東端（北スラウェシ州）のトンダノ湖周辺などで話される言語の一つで、オーストロネシア語族に属し、近隣の諸言語と共にフィリピンの諸言語との関連性も疑われている（参照: #言語系統）。1970年代に言語学者ジェームズ・スネドンがこの言語の音韻論や文法について著した（Sneddon (1975)）。
トンダノ民族であるF・S・ワトゥセケによれば、トンダノとは Toundano の転訛であり、tou 〈人〉 + (e)n 〔所有標識〕 + rano 〈水〉からなり、〈水の民〉、すなわち水上や水辺で暮らす人々を意味する。なお今日では主要方言で起きた脱鼻音化により、/toudano/ という発音となっている（参照: #通時的な音韻変化）。
ミナハサ半島ではトンダノ語やトンダノ民族を指す際に「トウロウル」(Toulour) や「トロウル」(Tolour) といった呼び名が頻繁に用いられていたが、ワトゥセケはこれらが近縁の別言語であるトムブル語に由来するとして使用されるべきではないとしている。トンダノ語では toulour は tou 〈人〉 + lour 〈湖、水塊〉で〈湖の民〉という意味となるが、トムブル語では lour は単に〈水〉を意味する。

## 言語系統

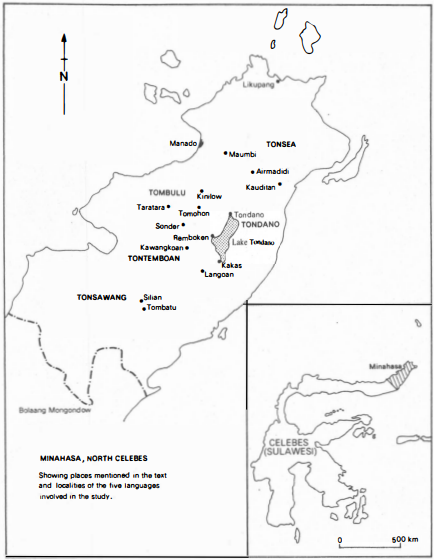
スラウェシ島におけるミナハサ半島の位置（右下）と、ミナハサ半島の拡大図（出典: Sneddon (1978)）。

トンダノ語はオーストロネシア語族のミナハサ語群に位置付けられる。このミナハサ語群はインドネシアのスラウェシ島北東部のミナハサ半島で話される5つの言語からなり、その内訳は以下の通りである。
- トンダノ語 - トンダノ湖の周辺から東方の海岸部にかけて話される。
- トンセア語（英語版）[3]（現地語名: /tounseaʔ/ トウンセアッ）- ミナハサ半島の北端で話され、範囲に関してはミナハサ語群の中で最大である。
- トムブル語（英語版）[3]（トンブル語とも; 現地語名: /toumbuluʔ/ トウンブルッ）- トモホン（英語版）という町の東からミナハサ半島西海岸にかけて、北限はマナド（北スラウェシ州州都）のすぐ南のバンティック語（後述）地域である。
- トンテンボアン語（トンテムボアン語[3]とも）- 東海岸から西海岸にかけて、トンダノ語やトムブル語地域より南方で話される。1978年までの時点で15万人ほどの話者が見られ、これはミナハサ語群の中では最多である。さらに、1978年までの時点でこのトンテンボアン語がミナハサ語群の中で最も記録が豊富であり、1908年に文法書や辞書が刊行されている。
- トンサワン語（英語版）（別名: Tombatu）- ミナハサ半島南部で話され、12村ほどで話される。

これら5言語同士の系統に関しては、語彙統計比較の手法により、以下のような樹形図が導き出されている。
まずトンダノ語、トンセア語、トムブル語の3つは語彙の共通の度合いが互いに69-73パーセントで1つのグループをなすと見られ、これらの共通の祖先は北東ミナハサ祖語（英: Proto-North-East-Minahasan）と名付けられた。次にトンテンボアン語は左記の3言語と比べると50パーセント代後半以上から60パーセント代前半という結果が得られ、3言語とは距離があるものの共通の北ミナハサ祖語（英: Proto-North-Minahasan）から分かれたものと考えられ、ここまでの4言語は北ミナハサ諸語（英: North Minahasan languages）と総称される。残るトンサワン語はほか4言語それぞれと比較しても共通する同系語がどれも45パーセントに満たず、4言語とは別にミナハサ祖語（英: Proto-Minahasan）から分岐したものと見られる。
ミナハサ半島ではほかにもラタハン語、バンティック語、ポノサカン語の3つの言語が話され、いずれもオーストロネシア語族には属すものの、ラタハン語とバンティック語の2つはミナハサ半島東端からフィリピンのミンダナオ島南沖のサランガニ島にかけて話されるサンギル語 (Sangir)と密接に関係し、残りのポノサカン語も大中央フィリピン諸語のモンゴンドウ語と関わりが深いと目される。スネドンはミナハサ諸語のオーストロネシア語族内の位置付けに関して、Adriani や S. J. Esser のようにミナハサ諸語やサンギル諸語をモンゴンドウ語やポノサカン語と同様のフィリピン諸語に含めた者や、Dyen (1965) のようにトンテンボアン語をサンギル語やフィリピン諸語よりもむしろ直接的にマレー・ポリネシア系とした者がいたことに言及しつつも、自身は結論を出すことを避けている。その一方でスネドンは、トンダノ語の特徴は動詞に接辞がつくことで焦点形式の格標示が行われることであり、これはフィリピンの諸言語と同様であるという旨のことは述べている。
ここまでミナハサ半島の土着言語について述べてきたが、ミナハサ半島ではマナド・マレー語が共通語として話され、トンダノ語の話者もマナド・マレー語を併用する。

## 方言
トンダノ語の方言はトウロウル方言 (Toulour)、カカス方言 (Kakas)、レンボケン方言 (Remboken) の3種類が存在する。まず範囲も話者数も最大のものはトウロウル方言であり、トンダノという町やその周辺を北限としてトンダノ湖の北東岸沿いや、さらに東方の海岸に至る地域で話される。残りの方言は西方のレンボケンや南方のカカスに集中しており、Nicolaus Adriani のようにカカス・レンボケン方言として一括りに言及する者もいたが、当のトンダノ民族はカカス方言とレンボケン方言はそれぞれ別物であると認識している。A・J・F・ヤンセンによる語彙一覧表（Jansen (1855)）でもレンボケンのことばとカカスのことばとの間には形に数々の差異が認められるとして、スネドンは現地人たちの見方を支持している。

## 音韻論

### 分節音素

#### 子音
トンダノ語の子音音素の一覧は以下の通りである。
|         |         | 唇音 | 歯茎・歯音 | 軟口蓋音 | 声門音 |
| ------- | ------- | ---- | ---------- | -------- | ------ |
| 閉鎖音  | 無声    | p    | t          | k        | ˀ      |
| 閉鎖音  | 有声    | b    | d          | g        |        |
| 鼻音    | 鼻音    | m    | n          | ŋ        |        |
| 摩擦音  | 摩擦音  | w    |            | g̵        |        |
| vibrant | vibrant |      | r          |          |        |
| 歯擦音  | 歯擦音  |      | s          |          |        |
| 側面音  | 側面音  |      | l          |          |        |
| 半母音  | 半母音  |      | y          |          |        |

一部子音に関しては以下で特別に解説を行う。
- /t/: 無声無気解放歯閉鎖音 [t̪] である（例: /taˀan/ [ˈt̪äʔän]〈だが〉、/pitu/ [ˈpit̪u]〈7〉、/rəpət/ [ˈrəpət̪]〈速い〉）[19]。
- /k/: 前舌母音（/i/, /e/）の前や前舌母音の後ろかつ語末では無声無気解放前舌軟口蓋閉鎖音 [k̟] となり（例: /okiˀ/ [ˈɔ̞k̟iʔ]〈小さい〉、/maeker/ → [ˈmäɛk̟ɛr] 〈(…が)咳込んでいる〉、/liˀlik/ → [ˈliʔlik̟]〈端〉）、それ以外の条件では無声無気解放軟口蓋閉鎖音 [k] となる（例: /kakaˀ/ → [ˈkäkäʔ]〈兄/姉〉、/pekak/ → [ˈpɛkäk]〈蛙〉）[20]。
- /d/: 有声歯茎閉鎖音 [d] である（例: /dua/ [ˈduä]〈2〉、/ədo/ [ˈədɔ̞]〈日〉）[20]。
- /n/: 現れる位置の違いにより、以下のように様々な音声となる[21]。
  - 現れる位置が /t/ の前の場合、有声歯鼻音 [n̪] となる（例: /ntali/ → [ˈn̪t̪äli]〈縄〉、/rintək/ → [ˈrin̪t̪ək]〈fine〉）。
  - 現れる位置が先行する母音（語内や語境界にわたり、休止を挟まない）と後続する /s/ の間である場合、完全な閉鎖を伴わない有声の中心・硬口蓋鼻音となる。ここでは便宜上スネドンによる表記 [ň] をそのまま用いることとする（例: /suminsim/ → [suˈmiňsim]〈鳥の一種〉、/witu nsəkola/ → [ˈvit̪uňsəˈkɔlä]〈学校にて〉）。なおゆっくり注意深く発話された場合、[ň] は [n] となる。
  - 上記以外の位置では有声歯茎鼻音 [n] となる（例: /nəndo/ → [ˈnəndɔ̞]〈日〉、/naran/ → [ˈnäɾän]〈階段〉）。
- /w/: 次に挙げていくように様々な発音となり得るが、変動の程度が著しく、また大抵の位置で無数の異音が起こるということに留意されたい[22]。
  - 現れる位置が /o/ の後かつそれが語末の場合、非音節的な有声後舌円唇狭母音（英: voiced high back rounded non-syllabic vocoid; IPA: [u̯]）となる。スネドンはこれの音声表記を [w] としている（例: /tow/ → [t̪ou̯]〈人〉）。この場合に限ってはほかの異音が現れることはない。
  - 現れる位置が /o/ の前の場合、非音節的な有声後舌円唇狭母音に微弱な両唇摩擦音を伴う音声 [u̯ᵝ] が見られる（例: /wo/ [u̯ᵝɔ]〈…と〉、/towo/ [ˈt̪ou̯ᵝɔ]〈嘘〉）。
  - 現れる位置が /a/ の前の場合、非音節的な有声後舌非円唇狭母音（英: voiced high back unrounded non-syllabic vocoid; IPA: [ɯ̯]）が見られ、両唇摩擦音を伴ったり伴わなかったりする。スネドンはこれの音声表記を [ẇ] としている（例: /waŋkoˀ/ → [ˈɯ̯(ᵝ)äŋkɔ̞ʔ]〈大きい〉、/lawas/ → [ˈläɯ̯(ᵝ)äs]〈手〉）。
  - 現れる位置が /e/, /ə/, /u/ の前である場合や、語末だが直前の母音が /o/ ではない場合、有声両唇摩擦音 [β] が見られる（例: /weˀwek/ → [ˈβɛʔβɛk̟]〈鴨〉、/wutər/ → [ˈβut̪ər]〈重い〉、/taruwun/ → [t̪äˈɾuβun]〈黴〉、/tətelew/ → [t̪əˈt̪ɛlɛβ]〈翼〉）。
  - 現れる位置が /i/ の前の場合、有声唇歯摩擦音 [v] が見られる（例: /witu/ → [ˈvitu]〈…に〉、/kawii/ → [käˈviː]〈left〉）。
- /g̵/: 語中の前舌母音の前や語末の前舌母音の後では有声前舌軟口蓋摩擦音 [ɣ̟] あるいは有声前舌硬口蓋摩擦音 [ʝ̟] で発音される（例: /paag̵iˀ/ → [ˈpäːɣ̟iʔ] ~ [ˈpäːʝ̟iʔ]〈刃物〉、/təteg̵er/ → [t̪əˈt̪ɛɣ̟ɛr] ~ [t̪əˈt̪ɛʝ̟ɛr]〈棒〉、/silig̵/ → [ˈsiliɣ̟] ~ [ˈsiliʝ̟]〈仄めかす〉）[22]。左記の条件以外では有声後舌軟口蓋摩擦音 [ɣ̠] もしくは有声後舌口蓋垂摩擦音 [ʁ̠] で発音される（例: /g̵orəm/ → [ˈɣ̠ɔɾəm ~ ˈʁ̠ɔɾəm]〈内〉、/pag̵ər/ → [ˈpaɣ̠ər ~ ˈpaʁ̠ər]〈柵〉）[22]。Brickell (2014:26, 40) では代わりに軟口蓋接近音 /ɰ/ として表されている。
- /r/: 語中のどの位置でも有声歯茎ふるえ音 [r] が見られるが、語頭や語中であればその代わりに有声歯茎はじき音 [ɾ] が現れることもあり（例: /rua/ → [ˈɾuä] ~ [ˈruä]〈2〉、/karua/ → [käˈɾuä] ~ [käˈruä]〈2番目〉）、休止の前であれば [r] が無声化して無声歯茎ふるえ音 [r̥] となることもある（例: /kamar/ → [ˈkämär] ~ [ˈkämär̥]〈部屋〉）[23]。また /n/ の後が語境界で休止が存在しない場合、有声破裂音の頭子音がつく（例: /wəwean rua/ → [βəˈβɛän ˈᵈruä]〈2つある〉）[24]。
- /y/: 非音節的な有声非円唇前舌狭母音（英: high front unrounded non-syllabic vocoid; IPA: [i̯]）である（例: /yaˀi/ [ˈi̯ɐ̟ʔi]〈この〉、/waya/ [ˈɯ̯(ᵝ)äi̯ä]〈全て〉、/lodey/ [ˈlɔ̞dei̯]〈舟〉）。

#### 母音
母音音素に関しては次の表の通りである。
|    | 前舌 | 中舌 | 後舌 |
| -- | ---- | ---- | ---- |
| 狭 | i    |      | u    |
| 中 | e    | ə    | o    |
| 広 |      | a    |      |

各母音に関しては以下で個別に解説を行う。
- /i/: 非円唇前舌狭母音（英: high front unrounded vocoid; IPA: [i]; 例: /ipis/ [ˈipis]〈細い〉、/api/ [ˈäpi]〈火〉）。
- /e/: /i/ や /y/ の前では非円唇前舌半狭母音 [e] となり（例: /lodey/ → [ˈlɔ̞dei̯]〈舟〉、/reidəm/ → [ˈɾeidəm]〈暗い〉）、それ以外の位置では非円唇前舌半広母音 [ɛ] となる（例: /maeker/ → [ˈmäɛk̟ɛr] 〈(…が)咳込んでいる〉、/edo/ → [ˈɛdɔ̝]〈太陽〉、/mawee/ → [mäˈβɛː] 〈(…が)与えている〉）[24]。
- /ə/: 非円唇中舌中央母音である（例: /əris/ [əˈɾis]〈砂〉、/rəpət/ [ˈɾəpət̪]〈速い〉）が、強勢のある音節に先立つ音節が両唇音に挟まれた場合はしばしば非円唇後舌めの中央母音 [ə̠] が現れ、これは時にほかの環境でも両唇音に先立つ場合に [ə] の変異として見られる（例: /pəpalən/ → [pə̠ˈpälən]〈扉〉、/wəwene/ → [βə̠ˈβɛnɛ]〈女〉、/məwəwewe/ → [mə̠βə̠ˈβɛβɛ]〈(彼/彼女が)打つつもりだ〉、/əmpuŋ/ → [ˈə̠mpuŋ]〈主（）〉、/kələw/ → [ˈkələ̠β]〈蓋〉）[24]。
- /a/: 現れる位置により以下のように異なる音声となる[25]。
  - /i/ の前の場合、非円唇前舌め狭めの広母音[注 3] [ɐ̟] となり、間にさらに /ˀ/ を挟むこともある（例: /naiwaŋker/ → [nɐ̟iɯ̯(ᵝ)äŋk̟ɛr]〈売られている〉、/yaˀi/ → [ˈi̯ɐ̟ʔi]〈この〉）。
  - /u/ の前の場合、非円唇後舌め狭めの広母音[注 4] [ɐ̠] となり、間にさらに /ˀ/ を挟むこともある（例: /taraukaˀ/ → [t̪äˈrɐ̠ukäʔ]〈髑髏〉、/waˀu/ → [ˈɯ̯(ᵝ)ɐ̠ʔu]〈亀〉）。
  - 上記以外の位置では非円唇中舌広母音 [ä] となる（例: /asu/ → [ˈäsu]〈犬〉、/rua/ → [ˈɾuä]〈2〉、/tian/ → [t̪iän]〈腹〉）。
- /u/: 円唇後舌狭母音（英: high back rounded vocoid; IPA: [u]; 例: /upus/ → [ˈupus]〈愛〉、/asu/ → [ˈäsu]〈犬〉）[25]。
- /o/: 現れる位置により以下のように異なる音声となる[25]。
  - /u/ や /w/ の前の場合、円唇後舌半狭母音 [o] となる（例: /lour/ → [ˈlour]〈湖〉、/tow/ → [t̪ou̯]〈人〉）。
  - /i/, /y/, /r/ の前の場合、円唇後舌半広母音 [ɔ] となる（例: /loit/ → [ˈlɔit̪]〈お金〉、/loyot/ → [ˈlɔi̯ot̪]〈梟〉、/g̵orəm/ → [ˈɣ̠ɔɾəm ~ ˈʁ̠ɔɾəm]〈内〉）。
  - 上記の位置以外では円唇後舌狭めの広母音[注 5] [ɔ̞] が見られるが、変異して [ɔ] となっていることもある（例: /okiˀ/ → [ˈɔ̞k̟iʔ ~ ˈɔk̟iʔ]〈小さい〉、/oat/ → [ˈɔ̞ät̪ ~ ˈɔät̪]〈日〉、/edo/ → [ˈɛdɔ̞ ~ ˈɛdɔ]〈太陽〉）

### 非分節音素

#### 強勢

##### 語の強勢
語の強勢は以下の例のように、通常は次末音節（最後から2番目の音節）に見られる。
- /wale/ [ˈɯ̯(ᵝ)älɛ]〈家〉
- /wanua/ [ɯ̯(ᵝ)äˈnuä]〈村〉
- /karimaŋkaˀ/ [käɾiˈmäŋkäʔ]〈蜘蛛〉

しかし、語の強勢は以下の a-d の条件により次末音節から移り変わる。
- a. 語内に長母音が存在し、かつそれが音声的に最終音節あるいは最後から2番目の音節に位置する場合（以下の例を参照）。長母音は2つの音韻的音節核と解釈される。
  - /kinaaŋku/ → [k̟iˈnäːŋku]〈(…が)私に食べられた〉
  - /weenu/ → [ˈβɛːnu]〈(…が)あなたにより与えられることとなる〉
  - /tikoo/ → [t̪iˈkɔ̞ː]〈喉〉

仮に音声学的音節の最後と最後から2番目の両方が長母音を含む場合、以下の例のように最終音節の方が強勢を帯びることになる。
- /məŋaaŋaan/ → [məŋaːˈŋaːn]〈(…が)食べ続けている〉

- b. 次末の音節核が /ə/ である場合、以下のような変化が起こる。
  - (i) 音節核の母音が /ə/ 以外のものであり、かつ次末音節から子音1つのみで隔てられている最終音節は強勢を帯びる。この時、語は2音節ないし3音節、もしくは最後から3音節目の音節核も /ə/ である4音節以上からなるものである。
    - /səraˀ/ [səˈɾäʔ]〈魚〉
    - /rimədey/ [ɾiməˈdei̯]〈(…が)立っている〉
    - /mərərədey/ [məɾəɾəˈdei̯]〈(…が)立つつもりだ〉

  - (ii) 4音節以上の語に関して、条件は (i) とほぼ同様であるが、最後から3番目の音節が /ə/ 以外の音節を含む場合、最後から3番目の音節が強勢を帯びる。
    - /kaanəna/ [ˈkäːnənä]〈(…が)彼に食べられることとなる〉
    - /wiŋkotəna/ [viŋˈkɔt̪ənä]〈(…が)彼により問われることとなる〉

  - 逆に言えば次末が /ə/ であっても、上に挙げた条件に当てはまらない限りは次末音節に強勢が置かれるのである。
    - /təmpok/ [ˈt̪əmpɔ̞k]〈果て〉
    - /kaanəŋku/ [käːˈnəŋku]〈(…が)私に食べられることとなる〉
    - /wəˀŋəl/ [ˈβəʔŋəl]〈馬鹿〉
    - /rəpət/ [ˈɾəpət̪]〈速い〉
- c. 仮に次末音節の母音の直前により広い母音が存在する場合、強勢はその広めの母音の方が帯びる。
  - /reidəm/ (/i/ よりも直前の /e/ の方が広い) → [ˈɾeidəm]〈暗い〉
  - /lourən/ (/u/ よりも直前の /o/ の方が広い) → [ˈlouɾən]〈(…が)湖に運ばれることとなる〉
  - /maeker/ (/e/ よりも直前の /a/ の方が広い) → [ˈmäɛk̟ɛr] 〈(…が)咳込んでいる〉
  - /maoas/ (/o/ よりも直前の /a/ の方が広い) → [ˈmäɔäs]〈(…が)洗っている〉
- d. 次末音節の母音が先行する母音から声門閉鎖音（/ˀ/）で隔てられており、仮にその先行の母音が次末音節の母音と同じ種類かそれよりも広い母音である場合、強勢は先行する母音の方が帯びる。
  - /woˀodo/ (次末の /o/ の /ˀ/ で隔てられた前も /o/) → [ˈwɔʔɔdɔ]〈明日〉
  - /raˀipeˀ/ (次末の /i/ の /ˀ/ で隔てられた前にはより広い /a/) → [ˈɾɐ̟ʔipɛʔ]〈まだ……していない〉
  - /wətiˀila/ (次末の /i/ の /ˀ/ で隔てられた前も /i/) → [βəˈt̪iʔilä]〈そちら〉

ただ、以上の規則に当てはまらない事例も存在する。そうした事例の中で最主要のものは次の a-d のパターンに分けられるが、これらは音韻的というよりはむしろ形態的なものである。
- a. 接頭辞 {maka-} 〈持ち主〉が母音始まりの2音節語幹に接続した場合。この場合、{maka-} が maka- という形をとることも条件であり、これが満たされると強勢は最後から3番目の音節と次末音節との間で自由に揺れ動く。
  - /makaokiˀ/ ~ /makaˈokiˀ/〈子の保護者〉
  - /makauma/ ~ /makaˈuma/〈畑の持ち主〉

異形態である makaˀ- が母音の前に現れると、強勢は最後から2番目の音節が必ず帯びる（上述の規則 d. に違反）。
- /makaˀˈuma/〈畑の持ち主〉
- /makaˀˈasu/〈犬の飼い主〉

- b. 代名詞の語頭に見られる ni- は強勢を帯びない。
  - /niˈko/〈あなた〉
  - /niˈkey/〈(あなたは含まない)我々〉
- c. 後接語的代名詞 {-mey ~ - məy}〈(あなたを含めない)我々の; 我々により〉は語中で最終（もしくは次末）音節である場合、必ず強勢を帯びる。
  - /baleˈmey/〈我々の家〉
  - /nialiˈmey/〈我々により担がれた〉
- d. 末尾が /母音 + ˀ/ であり、先述の makaˀ- を除く接頭辞が母音始まりの2音節語幹の前に来ると、仮に接頭辞の母音が後続の語幹の母音と同じ種類かより広いものであれば、強勢は最後から3番目の音節と次末音節の間で自由に揺れ動く。それ以外の場所（たとえば1つの形態素内）では、強勢は必ず最後から3番目の音節が帯びる（参照: 上述の規則 d.）。
  - /neˀeret/ ~ /neˀˈeret/〈ベルト〉
  - /maˀisiŋ/ ~ /maˀˈisiŋ/〈(…らが)喧嘩している〉
  - /saŋaˀaka/ ~ /saŋaˀˈaka/〈(植物の)1茎〉

##### 句の強勢
語の強勢は、句の最後の語上に存在するさらに強い強勢により取って代わられる。
- /bale/ [ˈbälɛ][注 6] 〈家〉
- /bale waŋkoˀ/ [ˈbälɛ ˈɯ̯(ᵝ)äŋkɔ̞ʔ]〈大きな家〉
- /bale waŋkoˀ rua/ [ˈbälɛ ˈɯ̯(ᵝ)äŋkɔ̞ʔ ˈɾua]〈2つの大きな家〉

### 通時的な音韻変化
Sneddon (1975:30) は19世紀の語彙一覧表（たとえば Niemann (1869–70)）やほかの方言との比較により、トンダノ語では最近まで有声閉鎖音は語中、それも対応する鼻音の後でのみ見られたとしている。まずスネドンが調査を行った時点で生存していた話者たちが生まれた頃には語中での /ŋg/ の組み合わせ（子音連結）は既にほとんど失われていた模様であり、Niemann の一覧表に見られた /loŋgo/ 〈汗〉や /səŋgor/ 〈湯気〉といった語彙は、スネドンが確認した限りではそれぞれ /logo/ や /səgor/ となっていた。次に子音連結 /mb/ や /nd/ はそれぞれ /b/ や /d/ の揺れとして確認されているが、前者はくだけた発話においては完全に /b/ となっていた模様で、注意深く発話された場合や改まった発話においてのみに限られていた。たとえば〈竹〉を意味する語は /tambəlaŋ/ と /tabəlaŋ/ の2通りが確認されたが、前者は限られた発話形式にのみ見られた。一方 /nd/ に関してはまだ /n/ の喪失は進行しておらず、頻度は落ちるものの格式張らない発話においても依然見られた（例: /əndo/ ~ /ədo/〈日〉）。調査当時40歳頃やそれ以下のトンダノ語話者たちの発話においてはこうした鼻音の喪失が完了し、/tabəlaŋ/ や /ədo/ といった形のみが確認された。ただし、これらの子音連結は依然いくつかの語に残されてもいて、それは以下のようなものであった。
- /membeˀ/〈ヤギ〉、/mombo/〈鳩〉 といった動物名
- /runturambi/〈ルントゥランビ [人名]〉、/tandeŋan/〈タンデガン（インドネシア語版） [村名]〉、/katiŋgolan/〈カティンゴラン（インドネシア語版） [村名]〉といった人名や地名[注 7]
- /gambar/〈絵〉、/walanda/〈オランダ語/オランダ人〉、/dumuŋgu/〈週〉といった借用語[注 8]

## 文法

### 形態論
スネドンはトンダノ語には接辞と接語という計2種の拘束形態素が存在するとしており、彼の定義によれば接辞は語レベルにおいて、接語は節レベルや句レベルにおいて機能するものである。

#### 代名詞
トンダノ語の代名詞には大別して3種類のものが存在する。まずその一覧を以下に示す。
|      |        |      |      | その1        | その2          | その3            |
| ---- | ------ | ---- | ---- | ------------ | -------------- | ---------------- |
| 有生 | 一人称 | 単数 | 単数 | niaku        | aku            | -ku              |
| 有生 | 二人称 | 単数 | 単数 | niko ~ nikoo | ko ~ koo       | -mu              |
| 有生 | 三人称 | 単数 | 単数 | nisia        | sia            | -na              |
| 有生 | 一人称 | 複数 | 包含 | nikita       | kita           | -ta              |
| 有生 | 一人称 | 複数 | 除外 | nikey        | key            | -mey ~ -məy      |
| 有生 | 二人称 | 複数 | 複数 | nikow        | kow            | -miow ~ -miu     |
| 有生 | 三人称 | 複数 | 複数 | nisea        | sea            | -nea             |
| 無生 | 無生   | 無生 | 無生 |              | 近: ya 遠: itu | 単: -na 複: -nea |

その3の代名詞は主語として、また所有者Relator-軸句の句レベルで現れるが、これをスネドンは接語として扱っている。名詞に後続する例を以下に挙げるが、{-nea} は他の子音に従って最初の n が消失する。
- lawas 〈手〉 + {-na} → lawasəna[注 12] 〈彼の手〉
- lawas + {-nea} → lawasea 〈彼らの手〉
- kokoŋ 〈頭〉 + {-na} → kokoŋəna[注 12] 〈彼の頭〉
- kokoŋ + {-nea} → kokoŋea 〈彼らの頭〉

また一人称複数除外形や二人称単数形・複数形の m も特定の条件下では失われる。
#語の強勢で既に述べたように、その1の代名詞に見られる ni- は、仮にそれが通常は強勢が置かれる次末音節であったとしても強勢を帯びることはない一方、その3の一人称複数除外形である  -mey ~ -məy はそれが最終音節か次末音節となる場合には必ず強勢が置かれる。

#### 動詞
トンダノ語の動詞は時制、態、相を標示する接辞により屈折変化する。時制は過去と非過去の2つが区別され、態は主語態、目的語態、道具の（Template:Language-en-short）態、指示対象（英: referent）態の4つの区分があり、相は10種類は存在する。態のみに関してはほかの要素から分離することが可能であるが、残りの時制と相の機能はしばしば交錯し、一方だけを取り出して単独で解説しようとするともう一方についても言及しなければならなくなるほどであり、また時制にも相にも顕在的に（= 目に見える形で）は標示されない要素が存在する。たとえば tinələs 〈(…が)買われた〉という動詞があり、これは語幹 tələs 〈買う〉と過去時制を表す -in- からなるが、実はここにはさらに細目の相や目的語態も含まれているにもかかわらず、これらは標示されていない。こうした事情もあり、スネドンは形態素の複合体を形態素群（英: hypermorpheme）として扱う手法を取っている。

##### 態
以下では主語態、目的語態、道具の態、指示対象態それぞれの形態素と、動詞語幹が結びついた場合の形を列挙していく。

###### 主語態
主語態の形態素は {-um-} という接中辞であり、以下の例のように語（語幹中か接頭辞中かは問わない）の最初の母音の直前に見られ、語が唇子音で始まるか母音始まりである場合、最初の音節である「(子音) + u」は削除される。
- 「(子音) + u」の消失が起きる事例:
  - {-um-} + ali 〈担ぐ〉 (→ *umali) → mali 〈(…が)担ぐ〉
  - {-um-} + edo 〈取る〉 (→ *umedo) → medo 〈(…が)取る〉
  - {-um-} + pate[注 16] (→ *pumate) → mate
  - {-um-} + wewe 〈打つ〉 (→ *wumewe) → mewe 〈(…が)打つ〉
  - {-um-} + {pa-} + wewe (→ *pumawewe) → mawewe
- 消失の起きない事例:
  - {-um-} + tiŋkas 〈走る〉 → tumiŋkas 〈(…が)走る〉
  - {-um-} + g̵orəm 〈入る〉 → g̵umorəm 〈(…が)入る〉

###### 目的語態
目的語態の形態素は {-ən} で、以下のように接続する。
- 母音の後は -n:
  - ali 〈担ぐ〉 + {-ən} → alin 〈(…が)担がれる〉
  - edo 〈取る〉 + {-ən} → edon 〈(…が)取られる〉
- 子音の後は -ən:
  - rədey 〈立つ〉 + {-ən} → rədeyən
  - tow 〈生まれる〉 + {-ən} → towən
  - kaan 〈食べる〉 + {-ən} → kaanən 〈(…が)喰われる〉

トンダノ語では /ə/ が語内で直前に母音と接した場合や声門閉鎖音（/ˀ/）を挟んで母音と接した場合には /ə/ がその母音に同化するが、この現象は以下のように目的語態の形態素に関しても見られる。
- lutuˀ 〈調理する〉 + {-ən} → lutuˀun 〈(…が)調理される〉
- tiroˀ + {-ən} → tiroˀon

-ən の異形態である -n は後続が /l/ や /n/ である場合には以下の例のように失われる。
- ali + {-ən} + -la → alila
- edo + {-ən} + -na → edona 〈(…は)彼/彼女が取る〉

過去時制の形態素 {-in-} が存在する場合、目的語態の形態素は以下のようにゼロ具現、つまり目に見えない状態となる。
- {-in-} + tələs 〈買う〉 + {-ən} → tinələs 〈(…が)買われた〉
- {-in-} + {pa-} + tələs + {-ən} → pinatələs〈(…が)買われていた(ものだ)〉

###### 道具の態
道具の態の形態素は {i-} で、以下の例を含めあらゆる環境に見られる。
- {i-} + wewe 〈打つ〉 → iwewe
- {i-} + ensoŋ → iensoŋ

語頭かつ母音前の i- は以下の例のように自由に y- としても現れる。
- {i-} + ensoŋ → iensoŋ ~ yensoŋ
- {i-} + ureˀ → iureˀ ~ yureˀ

語頭、つまり N- の先行や過去時制標識 na- の先行がない場所では、{i-} は通常の発話において、特に話題標識 si の後では、以下のようにしばしば省略される。
- {i-} + wewe → iwewe ~ wewe
- {i-} + {pa-} + wewe → ipawewe ~ pawene
- {i-} + ensoŋ → iensoŋ ~ yensoŋ ~ ensoŋ

{i-} は前接語 {nai-} の直後では以下の例のように失われる。
- {nai-} + {i-} + waŋker 〈売る〉 → naiwaŋker

道具の態という言い回しは Sneddon (1975) によるものであるが、Brickell (2014:157) は収集したデータを基に 'Conveyance'〈運搬〉というラベル付けの方がより適切なのではないかとしている。

###### 指示対象態
指示対象態の形態素は {-an} であり、以下の例を含めあらゆる環境に見られる。
- edo 〈取る〉 + {-an} → edoan
- tələs 〈買う〉 + {-an} → tələsan
- pəra 〈乾く〉 + {-an} → pəraˀan

この指示対象態の形態素 {-an} が /aˀ/ 終わりの語幹と結びついたものと、目的語態の形態素 {-ən} が左記の語幹と結びついたものとは以下の例のように同音異義語の関係となる。
- wukaˀ 〈開く〉 + {-an} → wukaˀan
- wukaˀ + {-ən} → wukaˀan

##### 時制
先述の通りトンダノ語の時制は過去時制と非過去時制の2つが認められるが、非過去時制は標示されない。一方の過去時制は {-in-} という形態素で標示されるが、#道具の態の形態素 {i-} の直前では na- が現れる。
- {-in-} + {i-} + ali 〈担ぐ〉 → naiali
- {-in-} + {i-} + todo 〈押す〉 → naitodo
- {-in-} + {i-} + {pəCə-}[注 18] + todo → naipətətodo

{-in-} と {i-} との間に法の接語 {-mow}〈もう〉 が現れる場合、以下の例のように nan- が {i-} と共に現れる。
- {-in-} + {i-} + teaˀ + {-mow} →  nanoiteaˀ

この時 {-mow} 以外の接語であれば、na- か nan- のいずれかが現れる。
- {-in-} + {i-} + todo + {-ku} → nakuitodo ~ naŋkuitodo

ほかに接頭辞や接中辞が無い場合、 以下の例のように ni- が語幹最初の母音と共に現れる。
- {-in-} + edo 〈取る〉 → niedo 〈(…が)取った/取られた〉
- {-in-} + ali → niali 〈(…が)担いだ/担がれた〉
- {-in-} + ideˀ 〈恐れる〉 → niˀideˀ 〈(…が)恐れた/恐れられた〉

最初の音節が失われた語中で {-in-} が主語態標識 {-um-} と共起すると、次の例のように -um- が m- に縮約され、その直後に -in- が現れる。
- {-um-} + {-in-} + ali → minali 〈(…が)担いだ〉
- {-um-} + {-in-} + wareŋ → minareŋ
- {-um-} + {-in-} + {pa-} + tələs 〈買う〉 → minatələs

それ以外の場合は、{-um-} と {-in-} が結合し、以下の例のようにかばん語的な形である -im- となる。
- {-um-} + {-in-} + tiŋkas 〈走る〉 → timiŋkas 〈(…が)走った〉
- {-um-} + {-in-} + g̵orəm 〈入る〉 → g̵imorəm 〈(…が)入った〉

その他の環境においては以下の例のように -in- が語の最初の子音の直後に現れる。
- {-in-} + g̵orəm + {-an} → g̵inorəmən
- {-in-} + tələs → tinələs 〈(…が)買った/買われた〉

##### 相
トンダノ語の相としては 瞬間相、継続相、強意相、願望相、完成相、習慣相、使役相、請願相、反復相、非意志的相、相互相といったものが認められる。これらのうちいくつかは他の相と共起することがあり得、ものによってはむしろ必ず他の相と共起する。この節ではそれぞれの相の形態音韻的な側面に焦点をあて、機能面の説明に関しては#形態素群に記述を譲ることとする。

###### 瞬間相
瞬間相（英: Punctiliar aspect）は標示されない。この相の機能については<-um->形態素群や<-im->形態素群に関する記述を参照。

###### 継続相
継続相の形態素は {pa-} であり、pa- はあらゆる環境において見られるが一定の規則により変形する。主語態の形態素 {-um-} と共起すると、最初の音節が失われる結果となる。以下に例を挙げる。
- {pa-} + tələs 〈買う〉 + {-ən} → patələsən
- {-um-} + {pa-} + tələs (→ *pumatələs)[注 21] → matələs
- {i-} + {pa-} + waŋker 〈売る〉 → ipəwaŋker
- {pa-} + ali 〈担ぐ〉 + {-ən} → paalin[注 22]

この相の機能については<ma->形態素群や<mina->形態素群に関する記述を参照。

###### 強意相
強意相の形態素はスネドンにより {pəM-} と表記されたものであり、以下の例を含めあらゆる環境に見られる。
- {pəM-} + kiˀit + {-ən} → pəŋiˀitən
- {-in-} + {pəM} + tələs → pinənələs
- {pəM-} + awo 〈探す〉 + {-an} → pəŋawoan

r、l、g̵、「鼻音 + a」のいずれかで始まる語幹の場合、形態音韻的な規則は {pa-} と {pəM-} の同音の異形態を導き出す。
- {pa-} + rawak + {-ən} → pərawakən
- {pəM-} + rawak + {-ən} → pərawakən

この相の機能については<məM->形態素群や<minəM->形態素群に関する記述を参照。

###### 願望相
願望相の形態素は {pəCə-} であるが、以下の例のように母音始まりの語幹と接続する場合は paˀ-、子音始まりの語幹に接続する場合は pəCə- が現れる。
- {-um-} + {pəCə-} + aro 〈雨が降る〉 (→ *pumaˀaro)[注 21] → maˀaro 〈雨が降りそうだ〉
- {pəCə-} + upiˀ 〈怒る〉 + {-ən} → paˀupiˀin[注 24]
- {pəCə-} + ənaˀ 〈暮らす〉 + {-an} → paˀanaˀan
- {-um-} + {pəCə-} + tiŋkas 〈走る〉 (→ *pumətətiŋkas)[注 21] → mətətiŋkas
- {pəCə-} + keoŋ 〈引く〉 + {-ən} → pəkəkeoŋən
- {-um-} + {pəCə-} + niˀnis (→ *pumənəniˀnis)[注 21] → mənəniˀnis

pəCə- が別の相形態素と共起すると、以下の例のように音節 pa は失われ、Cə がその相形態素に後続する形で残る。なお異形態 paˀ- は他の相形態素とは共起しない。
- {papa-} + {pəCə-} + looˀ 〈見る〉 + {-ən} → papaləlooˀon[注 25]
- {-um-} + {paki-} + {pəCə-} + rumun (→ *pumakirərumun)[注 21] → makirərumun

この相の機能については<məCə->形態素群や<minəCə->形態素群に関する記述を参照。

###### 完成相
完成相の形態素は {paka-} であり、以下の例を含めあらゆる環境に見られる。
- {paka-} + antuŋ + {-ən} → pakaˀantuŋən
- {-in-} + {i-} + {paka-} + todo 〈押す〉 → naipakatodo[注 26]
- {-um-} + {paka-} + rubər 〈座る〉 + {-mow} (→ *pumakarubərow)[注 21] → makarubərow

この相の機能については<maka->形態素群や<minaka->形態素群に関する記述を参照。

###### 習慣相
習慣相の形態素はスネドンにより {pəCəM-} と表記されているもので、以下の例のように C はM と同じ種類の子音となる。
- {-um-} + {pəCəM-} + edo 〈取る〉 (→ *puməŋəŋedo)[注 21] → məŋəŋedo
- {-um-} + {pəCəM-} + waŋker 〈売る〉 (→ *puməməmaŋker)[注 21] → məməmaŋker
- {pəCəM-} + tələs 〈買う〉 + {-ən} → pənənələsən

なおこの形態素は M がゼロとして具現する（つまり無となる）子音 m、n、ŋ、g̵、r、l で始まる語幹とは共起しない。
この相の機能については<məCəM->形態素群や<minəCəM->形態素群に関する記述を参照。

###### 使役相
使役相の形態素は {papa-} であり、以下の例を含めあらゆる環境において見られる。
- {papa-} + loŋkot 〈登る〉 + {-an} → papaloŋkotan
- {i-} + {papa-} + aŋkat → ipapaˀaŋkat
- {-um-} + {papa-} + taˀu 〈(物を)知っている〉 (→ *puməpətaˀu)[注 21][注 20] → məpətaˀu

この相の機能については<mapa->形態素群や<minapa->形態素群に関する記述を参照。

###### 請願相
請願相（英: Petitive aspect）の形態素は {paki-} であり、以下の例を含めあらゆる環境に見られる。
- {paki-} + peleŋ + {-ən} → pakipeleŋən
- {i-} + {paki-} + aŋkat → ipakiaŋkat
- {-um-} + {-in-} + {paki-} + wareŋ 〈戻る〉 (→ *puminakiwareŋ)[注 21][注 28] →minakiwareŋ

この相の機能については<maki->形態素群や<minaki->形態素群に関する記述を参照。

###### 反復相
反復相（英: Repetitive aspect）の形態素は語幹の最初の2音節から2番目の音節の末子音を取り除いてから重複させたものであり、以下に示す例のようにスネドンはこの形態素を便宜的に {R-} と表している。
- {-um-} + {pa-} + {R-} + tiŋkas 〈走る〉 (→ *pumatiŋkatiŋkas)[注 21] → matiŋkatiŋkas
- {-um-} + {pa-} + {R-} + leley (→ *pumaleleleley)[注 21] → maleleleley
- {-um-} + {pa-} + {R-} + ali 〈担ぐ〉 (→ *pumaaliali)[注 21] → maaliali
- {-um-} + {pa-} + {R-} + piara (→ *pumapiapiara)[注 21] → mapiapiara
- {-um-} + {pa-} + {R-} + kiwee 〈頼む〉 (→ *pumakiwekiwee)[注 21] → makiwekiwee

仮にこの反復相の形態素が強意相の形態素 {pəM-} と共起する場合、以下の例のように M は重複させられる。
- {-um-} + {pəM-} + {R-} + ae 〈行く〉 (→ *puməŋaeŋae)[注 21] → məŋaeŋae
- {-um-} + {pəM-} + {R-} + tiŋkas (→ *puməniŋkaniŋkas)[注 21] → məniŋkaniŋkas

もし M がゼロとして具現、つまり接続する語幹が少なくとも m、n、ŋ、g̵、r、l で始まる場合、語幹最初の子音が重複に現れる。
- {-um-} + {pəM-} + {R-} + rubər 〈座る〉 (→ *pumərubərubər)[注 21] → mərubərubər

また仮に重複の結果同じ種類の母音が2つ並ぶことになる場合、以下の例のように形態音韻的な規則に基づき、声門閉鎖音（/ˀ/）が母音間に挟み込まれ、ˀ に続く母音は省略されることがあり得る。
- {pa-} + {R-} + upus 〈情けをかける〉 + {-an} → paupuˀupusan ~ paupuˀpusan
- {-um-} + {pa-} + {R-} + arap (→ *pumaaraˀarap)[注 21] → maaraˀarap ~ maaraˀrap

仮に重複の結果 ə がほかの母音の直後に現れることになる場合、以下の例のように同化が発生する。
- {-um-} + {pa-} + {R-} + ənaˀ 〈暮らす〉 (→ *pumaənaənaˀ)[注 21] → maanaanaˀ

接中辞の類は以下の例のように、語幹の重複箇所に現れる。
- {-um-} + {R-} + kelaŋ 〈歩く〉 → kumelakelaŋ
- {-um-} + {-in-} + {R-} + tiŋkas 〈走る〉 → timiŋkatiŋkas[注 30]

この相の機能については#反復相を含む形態素群を参照。

###### 非意志的相
非意志的相の形態素は {ka-} であるが、以下の例のように主格態の標識 {-um-} と結びついて ma- というかばん語的な形となる。
- {-um-} + {ka-} + pəteˀ 〈壊れる〉 → mapəteˀ
- {-um-} + {ka-} + apu 〈底をつく〉 → maˀapu

この形式は大方の環境において、{-um-} + {pa-} の組み合わせにより作り出されるものと同音異義語となる（以下の例を参照）。
- {-um-} + {ka-} + woŋke 〈目覚める〉 (→ ma- + woŋke) → mawoŋke
- {-um-} + {pa-} + woŋke (→ *pumawoŋke)[注 21] → mawoŋke

一部の語幹では {-um-} と {ka-} の組み合わせは、以下のように {maka-} という形となる。
- {-um-} + {ka-} + sinaˀu 〈(誰かを)知っている〉 → makasinaˀu

上記以外の場合は、以下の例のように ka- が現れる。
- {i-} + {ka-} + anu → ikaˀanu
- {ka-} + ləsog̵ + {-an} → kaləsog̵an
- {ka-} + taˀu 〈(物を)知っている〉 + {-an} → kataˀuan
- {-in-} + {ka-} + raˀrag̵ 〈落ちる〉 + {-an} → kinəraˀrag̵an 〈…から落ちた〉[注 20]

この相の機能については<ika->形態素群や<naika->形態素群に関する記述を参照。

###### 相互相
相互相の形態素は {-an} であり、以下の例を含めあらゆる環境において見られる。
- {-um-} + {pəCə-}[注 18] + sawaŋ 〈助ける〉 + {-an} (→ *puməsəsawaŋan)[注 21] → məsəsawaŋan
- {-um-} + {-in-} + {pa-} + reten 〈近づく〉 + {-an} → minaretenan[注 31]

この相の用法や用例は#相互相を含む形態素群を参照。

##### 形態素群
先述したようにトンダノ語では時制と相とを分けて論じることは困難であるということで、スネドンは時制・態・相を一まとめにした形態素群として、時制と相の種類を基準としたいくつかの組み合わせごとに紹介する形式を取っている。以下はスネドンの形式に則った紹介である。

###### <-um->
| 時制       | 非過去     | 相   | 瞬間 |
| 主語態     | 主語態     | -um- | -um- |
| 目的語態   | 目的語態   | -ən  | -ən  |
| 道具の態   | 道具の態   | i-   | i-   |
| 指示対象態 | 指示対象態 | -an  | -an  |

この形態素群は態の接辞のみからなるものであり、能動的な節にのみ見られる。この組のものは瞬間相という、アオリスト的な機能（つまり単に動作の発生を示し、進行や完了などの指定は特に行わないもの）を概して有する相を抱合する。瞬間相は中立的な相であると見做すことも可能であり、進行や完了などの指定を行う相が一つも要求されない場合はいつでも現れている。基本的な節や大方の派生的な節において、<-um->形態素群は以下の例のようにふつう未来の動作を表す。
- woˀodo ku mareŋəla[注 32] waki waleku
  - 訳:「明日私は家まで戻る。」
- kayu alinami[注 33] woˀodo
  - 訳:「材木は彼が明日に持ってくる。」
- ku raˀipeˀ kumaan
  - 訳:「私はまだ食べない。」

<-um->形態素群は以下のように命令節にも見られる。
- tumiŋkasow[注 34] rəpət
  - グロス: 走る-もう 速く
  - 訳:「さっさと走れ！」
- laani[注 35] itu
  - グロス: 行く-mod inan.rem
  - 訳:「それを取ってきなさい！」
- edomomi[注 36] tiey kita tarekan
  - グロス: 持ってくる-mod 豚 1pl.incl 今日
  - 訳:「(お前も含めて) 我々のための豚を持ってこい！」

動詞が〈一度〉や〈二度〉等を意味する副詞や述語句内に見られる tare~tae 〈たった今〉、weitow 〈ほとんど〉、tawi 〈ほとんど〉、taˀar 〈ほとんど〉といった副詞の直後である場合、<-um->形態素群は通常であれば次節の<-im->形態素群が現れる箇所に見られる。以下、例文を2組ずつ挙げるが、a. では動詞と副詞とが離れているか副詞が存在せず<-im->形態素群が用いられているのに対し、b. では先述の条件に当てはまる副詞の直後に動詞が見られ、<-um->形態素群が現れている。
- 1. 訳:「私は彼を二度殴った。」
  - 1a. makarua ku minewe[注 37] nisia
    - グロス: 二度 top.1sg <pst>打つ 3sg.anim

  - 1b. ku makarua mewela[注 38] nisia
    - グロス: top.1sg 二度 aor.打つ-mod 3sg.anim
- 2a. ku kimaanow[注 39]
  - グロス: top.1sg <pst>食べる-もう
  - 訳:「私はもう食べた。」
- 2b. ku tare kumaala[注 40]
  - グロス: top.1sg たった今 <aor>食べる-mod
  - 訳:「私はたった今食べた。」

###### <-im->
| 時制       | 過去       | 相           | 瞬間         |
| 主語態     | 主語態     | -im-         | -im-         |
| 目的語態   | 目的語態   | -in-         | -in-         |
| 道具の態   | 道具の態   | nai-         | nai-         |
| 指示対象態 | 指示対象態 | -in- ... -an | -in- ... -an |

<-im->形態素群は大方の能動節に現れ、以下の例のように単純過去の動作であるということを示すが、過去に進行中であった動作は表さない。
- kaawiˀin si tuama limaa waki uma
  - 訳:「昨日男が庭まで行った。」
- si tuama limaamow waki uma
  - 訳:「男がもう庭まで行った。」
- si raiˀmow witu ntampa niatoaneala[注 41] nisia
  - 訳:「彼らが彼を目撃した場所にもう彼はいなかった。」あるいは「彼らが彼を目撃した場所にもう彼はいない。」
- bureŋa yaˀi tinələsi waki pasar
  - 訳:「これらの卵は市場で購入された。」

動詞語幹によっては動作か動作が起こった結果の状態を示すことが可能であり、これらの動詞と結びついた<-im->形態素群は過去の動作に加え、現在の状態を示すことも可能である。これは次節で触れる<ma->形態素群が現在の動作を標示するのとは対照的である。以下に挙げる例文はその対比である。
- 1a. si simake si kuda
  - グロス: top.3sg.anim <pst>乗る clf.anim.sg 馬
  - 訳:「彼は馬に乗っている。」
- 1b. si məsake si kuda
  - グロス: top.3sg.anim prog-乗る clf.anim.sg 馬
  - 訳:「彼は馬に[今]跨っている。」
- 2a. si rimubər witu kadera
  - グロス: top.3sg.anim <pst>座る に 椅子
  - 訳:「彼は椅子に座っている (状態である)。」
- 2b. si marubər witu kadera
  - グロス: top.3sg.anim prog-座る に 椅子
  - 訳:「彼は椅子に座っているところである。」
- 3a. si minake[注 42] labuŋ wəru
  - グロス: top.3sg.anim <pst>着る シャツ 新しい
  - 訳:「彼は新しいシャツを身に着けている。」
- 3b. si məpake labuŋ wəru
  - グロス: top.3sg.anim prog-着る シャツ 新しい
  - 訳:「彼は新しいシャツを着ているところである。」
- 4a. si rineteŋku
  - グロス: top.3sg.anim <pst>近づく.pass-1sg.sbj
  - 訳:「彼に私は近い。」
- 4b. si paretenəŋku
  - グロス: top.3sg.anim prog-近づく-pass-1sg.sbj
  - 訳:「彼に私は近づいている。」
- 5a. loˀloˀ sinuˀun ne wəwene
  - グロス: かご <pst>頭にのせる.pass sbj/clf.anim.pl 女
  - 訳:「かごを女たちは頭にのせている (状態である)。」
- 5b. loˀloˀ pasuˀunən ne wəwene
  - グロス: かご prog-頭にのせる-pass sbj/clf.anim.pl 女
  - 訳:「かごを女たちは頭にのせているところである。」

###### <ma->
| 時制       | 非過去     | 相          | 継続        |
| 主語態     | 主語態     | ma-         | ma-         |
| 目的語態   | 目的語態   | pa- ... -ən | pa- ... -ən |
| 道具の態   | 道具の態   | ipa-        | ipa-        |
| 指示対象態 | 指示対象態 | pa- ... -an | pa- ... -an |

<ma->形態素群は能動節で機能する動詞と共起し、以下の例のように進行中の動作や日常的に起こる動作であるということを示す。
- si məkaan witu meja
  - 訳:「彼は食卓で食事中である。」
- susur nədo si məkaan wia meja yaˀi
  - 訳:「毎日彼はこの食卓で食事している。」
- məwareŋow sea...
  - 訳:「彼らが家に戻っている間に……」
- pasar okiˀ pəwaŋkeran səraˀ tiey wo sapi
  - 訳:「魚、豚と牛が売られている小さな市場」
- bale paanaˀana[注 43]
  - 訳:「彼の暮らしている家」
- si tinuˀmər maedo wuˀana
  - 訳:「彼は果物を取っているところを捕まえられた。」

###### <mina->
| 時制       | 過去       | 相            | 継続          |
| 主語態     | 主語態     | mina-         | mina-         |
| 目的語態   | 目的語態   | pina-         | pina-         |
| 道具の態   | 道具の態   | naipa-        | naipa-        |
| 指示対象態 | 指示対象態 | pina- ... -an | pina- ... -an |

<mina->形態素群は能動節中の動詞と共起し、以下の例のようにかつては行われていたが現在は行われていない動作であることや、過去に一度切りしか行われていない動作であるということを示す。
- si pinatulisaŋku surat
  - 訳:「彼には私が (一度) 手紙を書いたことがある。」もしくは「彼には私が手紙を書いていた (ものだ)。」
- si minətanəm kaan
  - 訳:「彼は稲を植えていた (ものだ)。」
- ndano pinaləleˀan ne puntiˀin
  - 訳:「プンティインらの水浴びしていた水」
- bale yaˀi pinaanaˀaŋku[注 44]
  - 訳:「この家には私が住んでいた (ものだ)。」

###### <məM->
| 時制       | 非過去     | 相           | 強意         |
| 主語態     | 主語態     | məM-         | məM-         |
| 目的語態   | 目的語態   | pəM- ... -ən | pəM- ... -ən |
| 道具の態   | 道具の態   | ipəM-        | ipəM-        |
| 指示対象態 | 指示対象態 | pəM- ... -an | pəM- ... -an |

<məM->形態素群は能動節に現れ、強意相の形態素 {pəM-} を含む。「強意」 (英: Intensive) という呼称はトンダノ語と同系統の別言語トンテンボアン語の同系の形式に対して Adriani & Adriani (1908:69) が与えたものにスネドンが倣ったものであり、Adriani 曰くこの形式の動詞は『力、勤勉さ、労力を「弱い形式」よりももって起こる動作を表す』としている。しかしスネドンは実際に {pəM-} が見られる事例の大半において、Adriani の主張を裏付けたり {pəM-} の意味を分離させることはできなかったとし、考査された語のほぼ全てで<məM->形態素群は<-um->形態素群や<ma->形態素群との間に目に見える差異は認められず、これらの代わりとして機能するとしている。以下はその比較例である。
- 1. 訳:「毎日彼は庭で働いている。」; 1a. は<ma->形態素群、1b. は<məM->形態素群を使用。
  - 1a. susur nədo si mapaˀyaŋ witu numa
  - 1b. susur nədo si məmaˀyaŋ witu numa
- 2. 訳:「明日彼は庭で働く。」; 2a. は<-um->形態素群、2b. は<məM->形態素群を使用。
  - 1a. woˀodo si maˀyaŋ witu numa
  - 1b. woˀodo si məmaˀyaŋ witu numa

<məM->形態素群はしばしは反復相との組み合わせで用いられ（参照: #反復相を含む形態素群）、一応これが {pəM-} が動作の力を強調する機能を有するという Adriani の主張の助けとはなっている。
狩猟の形態を表す動詞の多くは以下に例示するように <məM->形態素群が規則的に接辞として見られ、これらが<ma->形態素群や<-um->形態素群を取ることは決してない。
- məŋasu 〈犬と狩りをする〉 (< asu 〈犬〉)
- məŋawok 〈ネズミ狩りをする〉 (< kawok 〈ネズミ〉)
- məmiˀo 〈イノシシ狩りをする〉 (< wiˀo 〈イノシシ〉)
- məŋəlasey 〈罠漁をする〉 (< kəlasey 〈魚用の罠〉)
- məŋopas 〈釣り糸で釣りをする〉 (< opas 〈釣り針〉)

###### <minəM->
| 時制       | 過去       | 相             | 強意           |
| 主語態     | 主語態     | minəM-         | minəM-         |
| 目的語態   | 目的語態   | pinəM-         | pinəM-         |
| 道具の態   | 道具の態   | naipəM-        | naipəM-        |
| 指示対象態 | 指示対象態 | pinəM- ... -an | pinəM- ... -an |

<məM->形態素群の過去形で、扱いはこれに準ずる。

###### <məCə->
| 時制       | 非過去     | 相            | 願望          |
| 主語態     | 主語態     | məCə-         | məCə-         |
| 目的語態   | 目的語態   | pəCə- ... -ən | pəCə- ... -ən |
| 道具の態   | 道具の態   | ipəCə-        | ipəCə-        |
| 指示対象態 | 指示対象態 | pəCə- ... -an | pəCə- ... -an |

<məCə->形態素群は能動節に見られ、以下の例のように動作を実現させるための意図や願望を示す。
- ku mətətələs towaku
  - 訳:「私はタバコを買いたい。」
- si laa məkəkawok təŋaˀ
  - 訳:「彼はビンロウジュに登るつもりで行った。」
- bale nipərərədey wia
  - 訳:「家はここに建てることが意図されている。」
- si kuda pərəroŋkitəna[注 45]
  - 訳:「彼の盗もうとしている馬」

主語が無生である場合、以下に例示するように<məCə->形態素群は動作が起こりそう、今にも起きようとしていることを示す。
- woˀo maˀaro
  - 訳:「どうやら雨が降りそうだ。」
- ntoka mələlətok
  - 訳:「（火）山はまさに噴火せんとしている。」

ただ以下の例文のように、文脈によっては主語が有生である場合にも〈動作が起こりそう、今にも起きようとしている〉の意味となることもあり得る。
- si məsəsakemow si kuda
  - 訳:「彼はまさに馬に乗らんとしている。」

<məCə->形態素群は以下の例のように禁止命令の際にも見られ、ほかの命令構文における<-um->形態素群の代わりに現れる。
- teaˀ pəwəwunuˀun aku
  - 訳:「私を殺さないでくれ！」
- teaˀ mətətiŋkas rəpət
  - 訳:「速く走らないでくれ！」

特定の非意志的構文に現れて目的語参与者を取らない動詞語幹は、目的語を伴って特定の能動構文に見られるが、この時に本来の<ma->形態素群の代わりに<məCə->形態素群が現れる。以下の例の組では、それぞれ a. が<pəCə->形態素群の主語態形 məCə- を用いたもの、b. が<ika->形態素群の主語態形 ma- を用いたものである。
- 1a. si tuama məsəsənsoˀ nisia
  - 訳:「男は彼をうんざりさせる。」
- 1b. si tuama masənsoˀ nisia
  - 訳:「男は彼にうんざりしている。」
- 2a. ku maˀideˀ nisia
  - 訳:「私は彼を恐がらせる。」
- 2b. ku maideˀ nisia
  - 訳:「私は彼を恐れている。」

スネドンは件の非意志的構文中の動詞の主語態において見られる接辞が<ika->形態素群の ma- であるために、主語態においてはもし能動構文で ma- の代わりに məCə- が現れなかったならば、構文は主語態において同音異義となっていたことであろうと述べている。
主語態の形態素群 məCə- は相互節においても見られる（参照: #相互相を含む形態素群）。

###### <minəCə->
| 時制       | 過去       | 相              | 願望            |
| 主語態     | 主語態     | minəCə-         | minəCə-         |
| 目的語態   | 目的語態   | pinəCə-         | pinəCə-         |
| 道具の態   | 道具の態   | naipəCə-        | naipəCə-        |
| 指示対象態 | 指示対象態 | pinəCə- ... -an | pinəCə- ... -an |

<minəCə->形態素群は以下の例のように主語が動作を実現したいと思ったか実現する意図があったが、実行には移さなかったということを示す。
- ku minətətələs towaku taˀan əndaˀila si loit
  - 訳:「私はタバコを買いたかったが、金（）がなかった。」
- pinəwəweaŋkula mbuˀana si tole okiˀ taˀan si raiˀ miney
  - 訳:「私は果物を少年にあげようとしたが、彼は来なかった。」

###### <maka->
| 時制       | 非過去     | 相            | 完成          |
| 主語態     | 主語態     | maka-         | maka-         |
| 目的語態   | 目的語態   | paka- ... -ən | paka- ... -ən |
| 道具の態   | 道具の態   | ipaka-        | ipaka-        |
| 指示対象態 | 指示対象態 | paka- ... -an | paka- ... -an |

<maka->形態素群は能動節に見られ、大半の動詞との組み合わせで以下の例のように動作が完成されようとしていることを示し、この場合法の接語 {-mow}〈もう〉が必ず共起する。
- ku məkəkaanow
  - 訳:「私はもう食べ終えるところだ。」
- kaan ipəkətanəmow ne tow
  - 訳:「稲は人々がもう植え切りそうだ。」

連鎖的な節においては<maka->形態素群は以下の例のように、動作が現在・過去・未来を問わず後続の節の動作が開始するまえに完全に完成されているということを表し、この場合は法の接語 {-la} か {-mae} のいずれかが必須となる。
- makakooˀla sea se nanoikatəkəl waya ka se tinəwəlow
  - 訳:「飲み終えると酔っぱらったので、彼らはみんな眠ってしまった。」
- pakaturuˀnala[注 49] nisea itu wo sia lumilaˀ
  - 訳:「彼女がそれを彼らに見せ終えると、彼女は言った……」

<maka->形態素群が他動詞と組み合わさった場合は、動作が全ての目的語に対して完全に実行されるということを示し得、この時は法の接語 {-mow} は現れず、確認された限りの例においては句中で目的語を表す主要部（被修飾語）は、以下のようにいずれも waya 〈全て〉である。
- mbaya[注 51] ipəwaŋkerəna pakaedonitela ni ema
  - 訳:「彼の売っていた物は全てエマが取ってしまった (= 買い占めた)。」
- si məkəwaŋker əmbaya ntaadey
  - 訳:「彼は全ての穀物を売り払う。」

<maka->形態素群が位置の名詞として見られる語幹と組み合わさると、以下の例のように主語は語幹で指定されたまさにその場所へ行く（自動詞）か、またはそこに何か物を置く（他動詞）ということを表す。
- si woley si makatəmpok witu nsaˀut
  - 訳:「猿はバナナの木[注 52]のてっぺんまで行く。」
- kadera nipakaunərəna witu ŋkintal[注 53]
  - 訳:「椅子は彼が中庭の真ん中まで運ぶ。」

記述的要素としても見られる語幹と結びつく場合、この形態素群の主語態形 maka- は以下の例のように指大辞的な意味を帯び、左記の語幹により表現される質が増大するということを示し、この場合法の接語 {-mow} が必須となる。他の形態素群はこの機能で見られることはない。
- key nu tuˀamu key makatuˀamow
  - 訳:「私たち（あなたの）両親はどんどん年老いていく。」
- buˀukəna makapurag̵asow
  - 訳:「彼女の毛はどんどん細くなっていく。」

体の状態を表す語幹と結びつく場合、この形態素群の主語態形 maka- は以下の例のように、その状態が続いているということを示す。
- si makarubər witu ŋkadera
  - 訳:「彼は椅子に座ったままだった。」
- si pinakirubərəŋku taˀan si makarədeyite
  - 訳:「彼には私が座るよう頼んだが、彼は立ったままなのである。」
- makapənəs
  - 訳:「静かにしていて！」

完成相の形態素 {paka-} と反復相の形態素との組み合わせは、動作が徹底的に、注意深く実行されるということを示す（参照: #複合形態素群）。

###### <minaka->
| 時制       | 過去       | 相              | 完成            |
| 主語態     | 主語態     | minaka-         | minaka-         |
| 目的語態   | 目的語態   | pinaka-         | pinaka-         |
| 道具の態   | 道具の態   | naipaka-        | naipaka-        |
| 指示対象態 | 指示対象態 | pinaka- ... -an | pinaka- ... -an |

<minaka->形態素群は大半の動詞との結びつきでは、以下の例のように動作が既に完成されているということを示し、法の接語 {-mow}〈もう〉が必須となる。
- kaan nanoipəkətanəm[注 54] ne tow
  - 訳:「稲はもう人々が植え切った。」
- ku minəkəkaanow
  - 訳:「私はもう食べ終えた。」
- wotəl niwareŋitemi sa itu pinakakooˀmola
  - 訳:「瓶は飲み終わったら返却されることになる。」

<minaka->形態素群は前節の<maka->形態素群とは異なり、連鎖的な節には現れない。
<minaka->形態素群が位置の名詞として見られる語幹と組み合わさると、その語幹が指し示すまさにその場所に主語が行った、もしくはその場所に主語が何か物を持って行ったという過去の動作を示す。この場合に自動詞との組み合わせでは、左記の語幹で指定されたまさにその場所に主語がいるという現在の状態を表す。
- si woley si minakatəmpok witu nsaˀut
  - 訳:「猿はバナナの木[注 55]のてっぺんまで行った。」あるいは「猿はバナナの木[注 55]の」
- kadera naipakaunərəna witu ŋkintal
  - 訳:「椅子は彼が中庭の真ん中まで運んだ。」

体の状態を表す語幹と結びつく場合、この形態素群の主語態形 minaka- は以下の例のように、その状態が続いているということを示すが、この文脈においては maka- によるものとほぼ等しい。
- si makakusəp/minakakusəp witu mbawaˀ meja
  - 訳:「彼はテーブルの下にうずくまったままだった。」
- si makatəbela/minakatəbela witu ntobolna rəreen
  - 訳:「彼は柵の柱に寄りかかったままだ。」

###### <məCəM->
| 時制       | 非過去     | 相             | 習慣           |
| 主語態     | 主語態     | məCəM-         | məCəM-         |
| 目的語態   | 目的語態   | pəCəM- ... -ən | pəCəM- ... -ən |
| 道具の態   | 道具の態   | ipəCəM-        | ipəCəM-        |
| 指示対象態 | 指示対象態 | pəCəM- ... -an | pəCəM- ... -an |

<məCəM->形態素群は能動句中の動詞と共に見られ、以下の例のように動作が日常的もしくは習慣的に行われているものであるということを示す。
- si pənənulisaŋku[注 56] surat
  - 訳:「彼には私が普段から手紙を書いている。」
- se paˀar mənənəraˀ[注 57] sapi
  - 訳:「彼らは牛肉を食べるのが普段から好きである。」
- tampa pəŋəŋaanaŋku[注 58]
  - 訳:「私が普段食べている場所」
- se səraˀ ipəməmaŋker[注 59] wiaˀi
  - 訳:「魚は普段からここで売られている。」

この形態素群の主語態形 məCəM- が名詞化節に見られる場合、その構文は以下の例のようにふつう節で表現された職種の人物を表す。
- si məməmaŋker 〈販売者〉; 逐語訳:「習慣的に売っている者」
- si məŋəŋawo səraˀ 〈漁師〉; 逐語訳:「魚を習慣的に探している者」

###### <minəCəM->
| 時制       | 過去       | 相               | 習慣             |
| 主語態     | 主語態     | minəCəM-         | minəCəM-         |
| 目的語態   | 目的語態   | pinəCəM-         | pinəCəM-         |
| 道具の態   | 道具の態   | naipəCəM-        | naipəCəM-        |
| 指示対象態 | 指示対象態 | pinəCəM- ... -an | pinəCəM- ... -an |

<minəCəM->形態素群は以下の例のように、動作がかつては習慣的に行われていたが、現在はもはや行われていないということを示す。
- si pinənənulisaŋku[注 60] surat
  - 訳:「彼にはかつて私が手紙を書いていた。」
- si minəməmaŋker[注 61] səraˀ
  - 訳:「彼はかつて (生業として) 魚を売っていた。」あるいは名詞句として「かつての魚売り」

###### <mapa->
| 時制       | 非過去     | 相            | 使役          |
| 主語態     | 主語態     | mapa-         | mapa-         |
| 目的語態   | 目的語態   | papa- ... -ən | papa- ... -ən |
| 道具の態   | 道具の態   | ipapa-        | ipapa-        |
| 指示対象態 | 指示対象態 | papa- ... -an | papa- ... -an |

この形態素群は使役節の動詞に見られ、使役者が主語に動作を行わせることを示す。ただ構文によっては多少異なる機能も見られるようになる。
以下は数ある使役節のパターンのごく1例であり、動詞の態や焦点の当てられている要素がそれぞれ異なるものである。
- 〔主語態〕 si mama mapakəməs labuŋ (wia) si okiˀ
  - グロス: clf.anim.sg 母 caus-洗う 服 (に) clf.anim.sg 小さい
  - 訳:「ママはちびっ子に服を洗わせる。」
- 〔目的語態〕 si okiˀ papakəməsən ni mama labuŋ
  - グロス: clf.aim.sg 小さい caus-洗う-pass sbj/clf.anim.sg 母 服
  - 訳:「ちびっ子はママに服を洗わせられる。」
- 〔道具の態〕 labuŋ ipapakəməs ni mama (wia) si okiˀ
  - 訳:「服はママがちびっ子に洗わせる。」
- 〔道具の態〕 sabooŋ ipapakəməs ni mama labuŋ
  - 訳:「石鹸を使わせてママが服を洗わせる。」
- 〔指示対象態〕 lələleˀan papakəməsan ni mama labuŋ
  - 訳:「洗面所ではママが服を洗わせる。」

また<mapa->形態素群は以下の例のように基数詞としても機能する動詞語幹に付加されて〈…個に分ける〉という意味を出すパターンも存在するが、このパターンの場合は節が使役者格を欠くという特徴を持つ。
- 〔主語態〕 si jon maparua kue wo mpaag̵iˀ witu meja
  - グロス: clf.anim.sg ジョン caus-二 ケーキ ins 刃物 に 食卓
  - 訳:「ジョンはテーブル上のケーキをナイフで2つに切る。」
- 〔目的語態〕 kue paparuan[注 64] ni jon wo mpaag̵iˀ witu meja
  - グロス: ケーキ caus-二-pass sbj/clf.anim.sg ジョン ins 刃物 に 食卓
  - 訳:「ケーキはジョンがテーブル上のナイフで2つに切る。」
- 〔道具の態〕 paag̵iˀ ipaparua ni jon kue witu meja
  - 訳:「ナイフによりジョンがテーブル上のケーキを2つに切る。」

###### <minapa->
| 時制       | 過去       | 相              | 使役            |
| 主語態     | 主語態     | minapa-         | minapa-         |
| 目的語態   | 目的語態   | pinapa-         | pinapa-         |
| 道具の態   | 道具の態   | naipapa-        | naipapa-        |
| 指示対象態 | 指示対象態 | pinapa- ... -an | pinapa- ... -an |

<mapa->の過去形。
例:
- kaawiˀin ku minapalooˀla[注 65] mbaleku wəru wia nisia
  - 訳:「昨日私は彼に新しい我が家を見せた。」
- si kolano minapaarur əmbaya ne təkapən
  - 訳:「王は全ての動物たちを集まらせた。」
- kokoŋəna pinaparua
  - 訳:「彼女の頭は真っ二つになった。」

この形態素群を用いた態の異なる例文2つを以下に挙げる。これらの例文にはまとめて1つの英訳 "The man made me angry" があてられている。
- 主語態: si tuama minapaupiˀ niaku
  - グロス: clf.anim.sg 男 <pst>caus-怒る 1sg
  - 訳:「男は私を怒らせた。」
- 目的語態: niaku pinapaupiˀ ni tuama
  - グロス: 1sg <pst>caus-怒る.pass sbj/clf.anim.sg 男
  - 訳:「私は男によってムカつかせられた。」

###### <maki->
| 時制       | 非過去     | 相            | 請願          |
| 主語態     | 主語態     | maki-         | maki-         |
| 目的語態   | 目的語態   | paki- ... -ən | paki- ... -ən |
| 道具の態   | 道具の態   | ipaki-        | ipaki-        |
| 指示対象態 | 指示対象態 | paki- ... -an | paki- ... -an |

<maki->形態素群は以下の例のように使役節において見られ、使役者が主語に対して動作を行うよう頼むということを示す。
- kaˀayomae waki wanuaku wo sia pakiloŋkotkula witu mbaleku
  - 訳:「我々が私の村に着いたら、私は彼に私の家まで登ってくるよう頼んだ。」
- ku makisadiapeˀ paanaˀan wia nisia
  - 訳:「私は彼に (我々のための) 場所の準備をするよう頼む。」
- pakiwukaˀan pəpənət sia
  - 訳:「彼に扉を開けるよう頼んでおくれ！」

###### <minaki->
| 時制       | 過去       | 相              | 請願            |
| 主語態     | 主語態     | minaki-         | minaki-         |
| 目的語態   | 目的語態   | pinaki-         | pinaki-         |
| 道具の態   | 道具の態   | naipaki-        | naipaki-        |
| 指示対象態 | 指示対象態 | pinaki- ... -an | pinaki- ... -an |

<maki->形態素群の過去形。
例:
- ku pinakisawaŋəna
  - 訳:「私には彼が助けるよう頼んだ。」
- ku minakiensoŋ kadera wia nisia
  - 訳:「私は彼に椅子を動かすよう頼んだ。」
- si pinakirubərəŋkumow
  - 訳:「彼には私がもう座るよう頼んだ。」

###### <ika->
| 時制       | 非過去     | 相          | 非意志的    |
| 主語態     | 主語態     | ma- ~ maka- | ma- ~ maka- |
| 道具の態   | 道具の態   | ika-        | ika-        |
| 指示対象態 | 指示対象態 | ka- ... -an | ka- ... -an |

<ika->形態素群は非意志的節において見られるが、その意味するところはパターンによって変動し、文脈や動詞語幹にかなり左右される場合もある。あるパターンにおいては主語が偶発的に実行するか、しばしば予期せずに、なんとか実行した動作であることを示す。
- 1a. maatoato teaˀ ko ikəsawutəla wuˀuk əsa
  - 訳:「うっかり1本の毛を抜いてしまわないよう注意しなさい。」
- 1b. kaməmurian wo aku ikəsawutəla wuˀuk əsa
  - 訳:「遂に私は1本の毛をなんとか抜いた。」

多くの語幹との組み合わせで大抵の場合、以下の例のように<ika->形態素群は能力、raiˀ 〈…ない〉を伴えば無能力を表す。
- sa itu wukaˀan pəpalən si kag̵orəm[注 66] witu mbale
  - 訳:「もし扉が開いていれば彼は家に入れる。」
- sa itu karoŋkitanow alini wia mbale
  - 訳:「もし盗めたら (こちらの) 家に運んでくれ。」
- si kiməluŋ witu ndaiˀ kaloˀala ne tow walina
  - 訳:「彼は他の人々から見えない所に隠れた。」
- se kasuat ne koˀkoˀ se raiˀmow katotoran ka se kəlakər
  - 訳:「あまりにも沢山いるため、鳥たちの種はもはや述べることができない。」

語幹によっては、<ika->形態素群は以下のように強要の意味を帯びる。
- tətewel ni əsa kiroŋkumi wo rior se ikatəlaˀu wia
  - 訳:「ここに残らざるを得なくするために、私は (彼らの) うち一人の翼を隠す。」
- sa kinawonoran əlalan wo kow kaanaˀ[注 67] mana ndaiˀ si wale...
  - 訳:「もし道が崩れているならば、あなたは人家がないところに留まらざるを得ない。」

###### <naika->
| 時制       | 過去       | 相              | 非意志的        |
| 主語態     | 主語態     | mina- ~ minaka- | mina- ~ minaka- |
| 道具の態   | 道具の態   | naika-          | naika-          |
| 指示対象態 | 指示対象態 | kina- ... -an   | kina- ... -an   |

<ika->形態素の過去形。
例:
- kokoŋəna naikatəboˀmae witu mbatu
  - 訳:「彼の頭は石にぶつかってしまった。」
- mbayanea se naikaloˀsit ka si wəwene itiˀi si sininaˀuneamow
  - 訳:「その女は彼らが既に知っていたので、彼らは全員驚いた。」
- kota yaˀi kinatowaŋku
  - 訳:「この町で私が生まれた。」
- baya mbuŋaŋ witu ŋkintal minawələsow
  - 訳:「中庭の花は全てもう枯れた。」
- makakooˀla sea se nanoikatəkəl[注 68] waya ka se tinəwəlow
  - 訳:「飲み終えると酔っぱらったので、彼らは全員眠ってしまった。」

###### 複合形態素群
2種類以上の相の形態素を含む構文を紹介する。
1. 反復相を含む形態素群: 反復相の形態素は必ず1種類以上のほかの相と結びついた状態で見られる。結びつく相は習慣相以外の全ての相である。能動節においては、反復相の形態素と結びつく頻度は強意相 {pəM-} がほかのどの相よりも飛びぬけて高い。反復相形態素の機能はこれ以外の残りの形態素群から分離させることが可能であり、以下の例のように継続する状況や、繰り返しあるいは恒常的に行われる動作であることを示す。
- makaromi taekan lokon məŋaluŋaluareˀmi[注 69] nawun
  - 訳:「今日に至るまで、ロコン (火山) はなおも煙を出し続けている。」
- si asu məŋintuŋintuk[注 70]
  - 訳:「犬は吠えに吠えている。」
- kətəkətərən[注 71] əNkəli
  - 訳:「櫂をきっちり握り続けておきなさい！」
- si mənəkənəkəlite[注 72]
  - 訳:「彼はぐっすり眠り続けている。」
- ku tumeg̵ateg̵am[注 73] witu ləpo
  - 訳:「私は田の方を見張り続けることになるだろう。」

運動動詞と結びついた場合、反復相の形態素は以下の例のように方向が曖昧であること、動作が特に目標もなく続けられているということを示し得る。
- si məŋelaŋelaŋ[注 74] witu mbanua
  - 訳:「彼は村でほっつき歩いている。」
- se məlaalaa[注 75] mEwaŋker witu lalan
  - 訳:「彼らは街路で行ったり来たりしつつ商売を行っている。」

raiˀ〈…ない〉との組み合わせでは、反復相の形態素は以下の例のように動作が全く行われないということの強調の働きをする。
- ku raiˀpeˀ minasərasəraˀla[注 76] si kuda
  - 訳:「私は馬肉を食べたことがまだない。」
- si raiˀ mapaˀapaˀayaŋ[注 77] sapa
  - 訳:「彼は何の仕事もしていない。」

完成相の形態素 {paka-} と反復相の形態素との併用は、以下の例のように動作が徹底的に、注意深く実行されるということを示す。
- si pakatuˀutuˀusanala si səsoloŋ
  - 訳:「彼女は指輪をまじまじと眺めている。」
- si makarəderədey
  - 訳:「彼はまっすぐ立っている。」

2. 相互相を含む形態素群: 相互相の屈折変化をした動詞を用いる構文が相互節であり、これは相互関係が動作中の2参与者の間で持たれているということを指定する。相互相は必ず主語態の標識 {-um-} と共起し、6種類の形態素群が確認されている。

### 統語論

#### 語順

##### 名詞句
トンダノ語の名詞句は次のように、分類辞を除く要素は修飾される名詞（主要部）に後置される傾向にある。
- 分類辞 + 主要部 (+ 所有者) (+ Attributive) (+ Qualifier)[注 78] (+ 指示詞) (+ 同格句)[103]

それぞれの要素については以下で個別に詳述していくこととする。

###### 分類辞
ここでいう分類辞とは、主要部の名詞が有生（英: animate）か無生（英: inanimate）かを表す要素のことである。有生の単数であれば si、有生の複数であれば se、無生であれば数を問わず N- を用いる。
有生のカテゴリに属するものは、まず以下に例示されるような植物群を除く全ての生物である。
- si tuama 〈男〉; se tuama 〈男たち〉
- si asu 〈犬〉; se asu 〈犬たち〉
- si loloati 〈ワーム〉; se loloati 〈ワームたち〉
- si reŋaˀ 〈ナメクジ〉; se reŋaˀ 〈ナメクジたち〉
- si mantik 〈マンティク [人名]〉

また以下の例の通り、死者や霊的な存在も有生のカテゴリに含まれる。
- si tow minate 〈死者、亡骸〉
- si əmpuŋ 〈主（）〉
- se opoˀ 〈先祖たち〉

一方、無生のカテゴリには以下に例示するように植物群や、いくつかの例外を除いたあらゆる非生物が属す。
- mpoˀpoˀ 〈ココナッツ、ココヤシ〉
- ntali 〈縄〉
- loit 〈お金〉
- ŋkaleˀos 〈善〉
- ŋkəkantaran 〈歌〉

ただし、以下に挙げるようないくつかの非生物は例外的に有生のカテゴリに含まれる。
- si sumədot 〈月〉
- si edo 〈太陽〉
- si səsoloŋ 〈指輪〉
- si tətow 〈彫像、人形〉
- se wəwowos 〈ビーズ〉

名詞によっては有生と無生の両方のカテゴリに属すものも存在するが、以下に例示するようにどちらのカテゴリであるかによって意味が異なってくる。
- si tow 〈人〉 : ntow 〈(人)体〉
- si amian 〈北風〉 : namian 〈北〉
- si toudano 〈トンダノ人〉 : ntoudano 〈トンダノの町〉
- si səraˀ 〈魚〉 : nsəraˀ 〈肉 [魚肉と動物の肉]〉

名詞化された節や指示詞も、それが何を指しているかにより次のようなカテゴリ付けが行われる。
- si pəwaŋkeran 〈(何かを)売りつけられた者〉 : mpəwaŋkeran 〈(何かの)売り場〉
- se rua 〈2人、2匹〉 : ndua 〈2つ(のもの)〉
- si yaˀi 〈この者、こいつ〉 : niaˀi 〈これ〉

###### 所有者
所有者要素が含まれる名詞句の例を以下に示す。
人称代名詞つきの構文例:
- mbaleku
  - グロス: clf.inan-家-1sg.poss
  - 訳:「私の家」
- si asuta
  - グロス: clf.inan 家-1pl.poss
  - 訳:「我々の犬」

所有者が有生のカテゴリに属す場合、以下の例のように単数なら「ni + 名詞」、複数ならば「ne + 名詞」となる。
- mbale ni mantik
  - グロス: clf.inan-家 poss/clf.anim.sg マンティク
  - 訳:「マンティクの家」
- mbale ne tuama
  - グロス: clf.inan-家 poss/cl.anim.pl 男
  - 訳:「男たちの家(々)」
- mbaya ne tow
  - グロス: clf.inan-全て poss/clf.anim.pl 人
  - 訳:「全ての人々」

なお所有者が無生のカテゴリに属す場合は、「N- + 名詞」となる。またこれまで述べてきた所有構文は、以下の例のように2つ以上重ねることも可能である。
- si asu ni kaˀampitəku
  - グロス: clf.anim.sg 犬 poss/clf.anim.sg 友-1sg.poss
  - 訳:「我が友の犬」
- muri mbale ni mantik
  - グロス: 後ろ poss/clf.inan-家 poss/clf.anim.sg マンティク
  - 訳:「マンティクの家の後ろ」
- si asu ni kalo ni papaku
  - グロス: clf.anim.sg 犬 poss/clf.anim.sg 友 poss/clf.anim.sg 父-1sg.poss
  - 訳:「我が父の友人の犬」

###### Attributive
スネドンが attributive という英単語を用いて表している要素の実体は、一般名詞である。後述する qualifier に似るが、分類辞を用いることなども含め一切の拡張が不可である点や、節となることもできない点で区別される。
- kədir watu
  - グロス: 壁 石
  - 訳:「石の壁」
- rəreen tabəlaŋ
  - グロス: 柵 竹
  - 訳:「竹矢来」

以下に例示するが、この attributive は人称代名詞を用いた所有構文であればその後ろに続く（以下の例における ləloiˀ）が、名詞を用いた所有構文が存在する場合はその前に来る（以下の例における sapi）。
- ŋkuliˀna ləloiˀ
  - グロス: clf.inan-皮-3sg.anim.poss 蛇
  - 訳:「彼の蛇皮」
- roda sapi ni papa
  - グロス: 手押し車 牛 poss/clf.anim.sg 父
  - 訳:「父の牛車」

###### Qualifier
スネドンが qualifier という英単語を用いて言及を行っている要素には様々な種類のものが存在するが、1つの句につき異なる種類の qualifiers が3回まで使用可能である。認知されている qualifiers は1. 記述的 qualifier、2. 数詞的 qualifier、3. 類似の qualifier、4. 指示的 qualifier、5. 動詞的 qualifier、6. 名詞的 qualifier、7. 存在 qualifier といったものである。
1. 記述的 qualifier はマシュー・ドライヤーにより形容詞にあたると見做された要素であり、一般名詞や名詞化された数詞節の後に見られ、その具体例は以下のようなものである。
- ndano g̵əˀg̵ər
  - グロス: clf.inan-水 冷たい
  - 訳:「冷たい水」
- si tuama waŋkoˀ
  - グロス: clf.anim.sg 男 大きい
  - 訳:「大男」
- se rua itəm itiˀi
  - グロス: clf.anim.pl 二 黒い その
  - 訳:「その2人の黒い奴ら」

記述的 qualifier と所有者要素の順番は所有者要素の構文によって変動する。所有代名詞の場合は記述的 qualifier は次の例のように後続する。
- si asuku waŋkoˀ
  - グロス: clf.anim.sg 犬-1sg.poss 大きい
  - 訳:「私の大きな犬」
- mbanuanea tuˀa
  - グロス: clf.inan-村-3sg.anim.poss 古い
  - 訳:「彼らの旧村」

一方、名詞を用いた所有者構文の場合、記述的 qualifier は次の例のようにそれよりも前にくる。
- si asu waŋkoˀ ni tuama
  - グロス: clf.anim.sg 犬 大きい poss/cl.anim.sg 男
  - 訳:「男の大きな犬」

名詞を用いた所有者構文に記述的 qualifier が後続する場合、記述的 qualifier は次の例のように所有者構文に埋め込まれる。
- si asu ni tuama waŋkoˀ
  - グロス: clf.anim.sg 犬 poss/clf.anim.sg 男 大きい
  - 訳:「大男の犬」

なお記述的 qualifier は次例のように attributive に後続する。
- rəreen tabəlaŋ səla
  - グロス: 柵 竹 大きい
  - 訳:「大きな竹矢来」

2. 数詞的 qualifier は一般名詞の後に見られる場合がある要素で、具体的には以下の例のようなものである。
- mbale rua
  - グロス: clf.inan-家 二
  - 訳:「2軒の家」
- se tow təlu
  - グロス: clf.anim.pl 人 三
  - 訳:「3人の人たち」
- nsopi rua ŋətampayaŋ
  - グロス: 酒 二 杯分
  - 訳:「2杯分のヤシ酒」

数詞的qualifierに対する所有者要素の語順も次の例で示すように記述的 qualifier の場合と同様である。
- waleku rua
  - グロス: 家-1sg.poss 二
  - 訳:「私の2つの家」
- wale rua ni mantik
  - グロス: 家 二 poss/clf.anim.sg マンティク
  - 訳:「マンティクの2つの家」

数詞的 qualifier は以下の例のように attributive にも後続する。
- ŋkopi sokəlat səŋəmaŋku
  - グロス: clf.inan-コーヒー チョコレート 1杯
  - 訳:「チョコレートコーヒー1杯分」
- roda sapi rua
  - グロス: 手押し車 牛 2
  - 訳:「牛車2台」

数詞的 qualifier は加えて以下の例のように記述的 qualifier にも後続する。
- buŋaŋ putiˀ rua
  - グロス: 花 白い 二
  - 訳:「2つの白い花」
- saˀut mataˀ rua ŋatətuun
  - グロス: バナナ 未熟な 二 房
  - 訳:「2房の青いバナナ」

3. 類似の qualifier は一般名詞の後に見られることがある要素で、具体的には以下の例のようなものである。
- lodey tanu lodeyku
  - グロス: 舟 のような 舟-1sg.poss
  - 訳:「私の舟みたいな舟」

類似の qualifier は attributive、記述的 qualifier、数詞的 qualifier に後続する。
- 類似の qualifier が記述的 qualifier に後続する例[116]:
  - si ləloiˀ waŋkoˀ tanu si ləloiˀ yaˀi
    - グロス: clf.anim.sg 蛇 大きい のような clf.anim.sg 蛇 この
    - 訳:「この蛇のような大蛇」

4. 指示的 qualifier は一般名詞や名詞化された数詞節の後に見られることがある要素で、具体例は以下のようなものである。
- nuˀmanən wia si piŋkan
  - グロス: clf.inan-話 に clf.anim.sg ピンカン
  - 訳:「ピンカンについての話」
- se tow wia
  - グロス: clf.anim.pl 人 こちら
  - 訳:「ここの人々」
- se tow raiˀ wia mbale
  - グロス:  clf.anim.pl 人 neg に clf.inan-家
  - 訳:「家にいない人たち」
- si əsa wia se asuna
  - グロス: clf.anim.sg 一 から clf.anim.pl 犬-3sg.anim.poss
  - 訳:「彼の犬たちのうちの1頭」
- se rua witu noto
  - グロス: clf.anim.pl 二 に clf.inan-自動車
  - 訳:「車にいる二人」

指示的 qualifier は次に示す例のように、代名詞を用いた所有者要素に後続する。
- mpaˀarəna wia si ema
  - グロス: clf.inan-好意-3sg.anim.poss  に clf.anim.sg エマ
  - 訳:「エマへの彼の好意」

もし共起する所有者要素が名詞を用いた構文である場合、指示的 qualifier は同じレベルに埋め込まれた所有者表現に後続するが、これは構文に曖昧さがない場合のみ可能な模様である。以下の例では所有名詞構文の主要部（被修飾語）は固有名詞を含んでいるが、qualifier は主要部が固有名詞である名詞句には現れることが不可能であるため、所有者要素と指示的 qualifier は必ず同じレベルに埋め込まれる。
- se uraŋ ni matindas wia si wəwene itiˀi
  - グロス: clf.anim.pl 子 poss/clf.anim.sg マティンダス に clf.anim.sg 女 その
  - 訳:「その女のそばのマティンダスの子供たち」

一方、名詞を用いた所有者要素の主要部が一般名詞を含んでいる場合、曖昧さが生み出されない限り後続の指示的 qualifier は同じレベルに埋め込まれ得る（以下の例を参照）。
- nuˀmanən ne tuˀa wia nikey
  - グロス: clf.inan-話 poss/clf.anim.pl 親 に 1pl.excl
  - 訳:「我々に向けた長老たちの話」

上記以外の場合、指示的 qualifier は所有者要素に埋め込まれる（以下の例を参照）。
- se asu ni tuama witu mbale
  - グロス: clf.anim.pl 犬 poss/clf.anim.sg 男 に clf.inan-家
  - 訳:「家にいる男の犬たち」

指示的 qualifier に後続する所有者要素は、指示的 qualifier 内に埋め込まれる。
- se asu witu mbale ni tuama
  - グロス: clf.anim.pl 犬 に clf.inan-家 poss/clf.anim.sg 男
  - 訳:「男の家にいる犬たち」

指示的 qualifier は Sneddon (1975) の p. 124 までに言及された他の随意的な句レベルの文法素に後続する（以下の例では記述的 qualifier に後続している）。
- si rəraa okiˀ witu mbale
  - グロス: clf.anim.sg 少女 小さい に clf.inan-家
  - 訳:「家にいる小さな少女」

5. 動詞的 qualifier は動詞節からなり、一般名詞や名詞化された数詞節の後に見られることがある要素であり、具体的な例は以下のようなものである。
- si kuda pərəroŋkitəna
  - グロス: clf.anim.sg 馬 つもりだ-盗む-3sg.anim.sg
  - 訳:「彼が盗むつもりの馬」
- ntampa niatoaneala[注 80] nisia
  - グロス: clf.inan-場所 見る-3pl.anim.sbj-mod 3sg.anim
  - 訳:「彼らが彼を目撃した場所」
- se rua timiboy əntali
  - グロス: clf.anim.pl 二 持つ clf.inan-縄
  - 訳:「縄を持っている二人」

6. 名詞的 qualifier は埋め込まれる名詞節からなり、名詞化された数詞節の後に見られる事がある要素である。数詞的qualifierを用いた名詞句であれば何でもこの「数詞化された名詞句 + 名詞的 qualifier」の形式に組み替えられ得る。その具体例は以下のようなものである。
- ndua wale
  - グロス: clf.inan-二 家
  - 訳:「家2軒」
- se təlu tow
  - グロス: clf.anim.pl 三 人
  - 訳:「人3人」
- ndua ŋətampayaŋ sopi
  - グロス: clf.inan-二 杯分 酒
  - 訳:「ヤシ酒2杯分」

名詞的 qualifier よりも前に随意的な句レベルの文法素が来ることはあり得ない。名詞的 qualifier に後続する句レベル文法素は全て、名詞的 qualifier 内に埋め込まれるものとして解釈されるが、その根拠となるのは人称代名詞を用いた所有者要素が名詞的 qualifier の直後に続くということである。所有代名詞は必ず句の主要部（被修飾語）に後接語的に埋め込まれる（参照: #代名詞）ため、所有者要素は絶対に名詞的 qualifier に埋め込まれるものとして扱われるべきなのである。その結果、他の後続する句レベル文法素も全て同様に解釈されることになるのである。
- 名詞的 qualifier が所有者要素を含む例[121]:
  - [se] rua asuku[注 81]
    - グロス: clf.anim.pl 二 犬-1sg.poss
    - 訳:「私の犬2頭」
- 埋め込まれた記述的 qualifier と指示詞を名詞的 qualifier が含んでいる例[121]:
  - se rua asu waŋkoˀ itiˀi
    - グロス: clf.anim.pl 二 犬 大きい その
    - 訳:「その大型犬2頭」

7. 存在 qualifier は一般名詞の後ろに見られることがある要素だがスネドンは他の句レベル文法素との共起は未確認であるとしている。この qualifier が用いられた例は以下のようなものである。
- si tow raiˀ si səsapaˀan
  - グロス: clf.anim.sg 人 ex si 何か
  - 訳:「何も持っていない人」
- ntoka wəweanow rano
  - グロス: clf.inan-山 ex-もう 水
  - 訳:「水をたたえた山々 [= 水の満ちたクレーター]」

###### 指示詞
指示詞（英: demonstratives）は遠近の度合いにより以下のような3段階の区別が存在する。
- yaˀi, naˀi 〈これ〉
- itiˀi, niˀitu 〈あの[近]、その〉
- itiˀila, naˀimae: 〈あの[遠]、あそこの〉

指示詞は以下の例のように代名詞やあらゆる名詞類（ただし名詞化された指示詞は除く）と共起し得る。
- mbale yaˀi
  - グロス: clf.inan-家 この
  - 訳:「この家」
- se rua itiˀila
  - グロス: clf.anim.pl 二 あの
  - 訳:「あそこの二人」
- si məŋereŋeret itiˀi
  - グロス: clf.anim.sg 呼ぶ その
  - 訳:「その叫び続ける者」
- si kekeˀ itiˀi
  - グロス: clf.anim.sg ケケッ その
  - 訳:「（我々の話題に上がった）その（人物）ケケッ」
- nisia naˀi
  - グロス: 3sg.anim この
  - 訳:「この（ここにいる）彼」

なお yaˀi はその場で話の対象とされている人や物であるならば、たとえ当人や当該物体が物理的にその場に存在しなかったとしても用いることが可能である。一方 itiˀi や niˀitu は以前に言及済みである人や物を指すのに用いられる。
また疑問詞 wisa 〈どの?〉も指示詞のカテゴリに含まれる。
- 例: si tuama wisa[123]
  - グロス: clf.anim.sg 男 どの
  - 訳:「どの男？」

指示詞は所有代名詞、attributive、記述的 qualifier、数詞的 qualifier、類似の qualifier に後続し、指示的 qualifier よりは前に来るが、指示的 qualifier が指示的指示詞（英: referent demonstrative）を含む場合は共起し得ない。
- 指示詞が所有代名詞と記述的 qualifier に後続する例[123]:
  - si asuku waŋkoˀ itiˀi
    - グロス: clf.anim.sg 犬-1sg.poss 大きい その
    - 訳:「その私の大きな犬」
- 指示詞が attributive と数詞的 qualifier に後続する例[123]:
  - roda sapi rua yaˀi
    - グロス: 手押し車 牛 二 この
    - 訳:「これら2つの牛車」
- 指示詞が指示的 qualifier より前にくる例[123]:
  - si tuama itiˀi witu mbawaˀ ŋkayu
    - グロス: clf.anim.sg 男 その に clf.inan-下 poss/clf.inan-木
    - 訳:「木の下にいるその男」

意味が曖昧になるおそれがなければ、指示詞は以下の例のように動詞的 qualifier の後ろに来る。
- se təlu məliŋkun itiˀi
  - グロス: clf.anim.pl 三 喫煙する その
  - 訳:「その喫煙している3人」

指示詞が動詞的 qualifier の前に来ている例:
- si tuama itiˀi rimubər witu ŋkadera
  - グロス: clf.anim.sg 男 その 座る に clf.inan-椅子
  - 訳:「椅子に座るその男」

動詞的 qualifier 節の最後の文法素が指示詞を含む余地がある場合、動詞的 qualifier と同じレベルに埋め込まれた指示詞は必ず前に来て、後続の指示詞は動詞的qualifier内に埋め込まれる。以下は指示詞が動詞的 qualifier 内に埋め込まれた例である。
- si tuama rimubər witu ŋkandera itiˀi
  - グロス: clf.anim.sg 男 座る に clf.inan-椅子 その
  - 訳:「[その椅子]に座る男」

###### 同格
トンダノ語では内的同格句、密な同格句、ゆるい同格句の計3種の同格（英: appositive）構文が知られている。
まず内的同格句は「代名詞や固有名詞 + 同格関係標識 nu + 一般名詞や名詞化した数詞節」という構文であり、この場合の一般名詞や名詞化数詞節には絶対に分類辞が付かない。以下にこの構文の例を挙げる。
- nisea nu təlu
  - グロス: 3pl.anim appos 三
  - 訳:「彼ら3名」
- nisea nu matuari
  - グロス: 3pl.anim appos 兄弟姉妹
  - 訳:「彼ら兄弟」
- nikey nu tuaˀmu
  - グロス: 1pl.excl appos 親-2sg.poss
  - 訳:「私たち両親」
- si piŋkan nu əsa
  - グロス: clf.anim.sg ピンカン[女性名] appos 一
  - 訳:「ピンカン自身」もしくは「ピンカンひとり」

なお主語代名詞句にも内的同格句が現れることがあり、その場合は以下の例のように内的同格句が法の文法素（以下の例では -la 〈…去る〉）によって主要部の代名詞から切り離されることがあり得る。
- itanəmtala nu rua
  - グロス: 植える-1pl.incl-mod appos 二
  - 訳:「我ら二人 (= あなたと私) により植えられた」

次に、密な同格句は「修飾対象となる一般名詞 + 修飾の役割を担う一般名詞や固有名詞」という構文であり、この時修飾を行う側の名詞類は以下に例示する様に絶対に分類辞が付かない。
- si kalona woley
  - グロス: clf.anim.sg 友-3sg.poss 猿
  - 訳:「彼の友、猿」
- si rəraa lansuna putiˀ
  - グロス: clf.anim.sg 少女 ランスナ・プティッ
  - 訳:「少女ランスナ・プティッ」
- si wəwene kag̵io ni tətow
  - グロス: clf.anim.sg 女 そっくり poss/clf.anim.sg 像
  - 訳:「像そっくりの女」

密な同格句は attributive に似るが、拡張が可能であるという点が異なる。
最後のゆるい同格句は密な同格句とほぼ同じ構文だが分類辞を伴うという違いがあり、修飾される名詞との間が発話の休止で分かたれる。以下に例を示す。
- si papamu okiˀ si raja
  - グロス: clf.anim.sg 父-2sg.poss 小さい clf.anim.sg 王
  - 訳:「汝が叔父、王」
- si wəwene pəneroneronea si kag̵io ni tətow itiˀi
  - グロス: clf.anim.sg 女 探す-3pl.anim.sbj clf.anim.sg そっくり poss/clf.anim.sg 像 その
  - 訳:「彼らが探しに探し、その像の生き写したる女」

もし主語名詞句や所有者名詞句にゆるい同格句が現れる場合、主語relatorや所有者relatorは同格句内で繰り返されはしない。以下に例を挙げる。
- ndano pinaləleˀan ne puntiˀin itiˀi se bidadari mana ŋkayaŋan
  - グロス: clf.anim.sg-水 泳ぐ sbj/clf.anim.pl プンティイン その clf.anim.pl 妖精 から(rem) clf.inan-カヤガン
  - 訳:「かのプンティインたち―カヤガンより来たる妖精たち―の泳ぎ入りたる水」

##### Relator-軸句
スネドンはいくつかの句を 「relator-軸句」（英: Relator-Axis Phrases）と呼んで解説を行っている。relator に関しては後述するが、「軸」となるのは名詞句や代名詞句である。

###### 主語
まず relator が主語の役割を果たす構文を紹介する。この構文では relator と有生・無生を区別する#分類辞がかばん語状態となる。主語となる名詞が有生単数である場合は ni、有生複数である場合は ne、無生である場合は数を問わず N- となる。また人称代名詞が主語となる場合 relator は人称代名詞と同化する。この構文の例は以下の通りである。
- lalan pakelaŋan ni tuama
  - グロス: 道 歩く sbj/clf.anim.sg 男
  - 訳:「道は男が歩いている。」
- lalan pakelaŋan ne tuama
  - グロス: 道 歩く sbj/clf.anim.pl 男
  - 訳:「道は男たちが歩いている。」
- mənaˀimae pakelaŋan əntəbəran
  - グロス: そこ 流れる sbj/clf.inan-川
  - 訳:「そこには川が流れている。」
- lalan pakelaŋanta
  - グロス: 道 歩く-1pl.incl.sbj
  - 訳:「道は (あなたも含め) 我々が歩いている。」

###### 前置詞句
スネドンによれば、以下に例示するようなトンダノ語で手段や付帯を表す句も wo という relator を用いた構文に含まれる。
- si kimaan wo lepər
  - グロス: top.anim.3sg <pst>食べる ins 匙
  - 訳:「彼は匙で食べた。」
- ku kimelaŋ wo nisia
  - グロス: top.anim.1sg <pst>歩く com 3sg.anim
  - 訳:「私は彼と歩いた。」

またスネドンは指示対象（英: referent）を表す relator を挙げているが、これは距離の程度の違いにより3種類に区別され、近ければ wia、少し離れている程度であれば witu、さらに距離がある場合は waki や mana が用いられるとしている。以下に指示対象の relator を用いた例を複数挙げる。
- ku maanaˀ wia mbale yaˀi
  - グロス: top.anim.1sg 暮らす に clf.inan-家 この
  - 訳:「私はこの家に暮らしている。」
- si maanaˀ witu mbale itiˀi
  - グロス: top.anim.3sg 暮らす に clf.inan-家 その
  - 訳:「彼はその家に暮らしている。」
- si maanaˀ waki wenaŋ
  - グロス: top.anim.3sg 暮らす に(rem) マナド
  - 訳:「彼はマナドに暮らしている。」
- ku mapaˀyaŋ wia nisia
  - グロス: top.anim.1sg 働く に 3sg.anim
  - 訳:「私は彼のために働く。」
- ku kimirim surat waki/wia nisia
  - グロス: top.anim.1sg <pst>送る 手紙 に 3sg.anim
  - 訳:「私は彼に手紙を送った。」
- ku malila loˀloˀ waki si kaˀampitəku
  - グロス: top.anim.1sg 取る かご に(rem) clf.anim.sg 友-1sg.poss
  - 訳:「私は我が友のためにかごを取りにいく。」もしくは「私は我が友のところへかごを取りにいく。」
- se maanaˀ waki wanua itiˀi
  - グロス: top.anim.3pl 暮らす に(rem) 村 その
  - 訳:「彼らはその村に暮らしている。」
- se maanaˀ mana mbanua itiˀi
  - グロス: top.anim.3pl 暮らす に(rem) clf.inan-村 その
  - 訳:「彼らはその村に暮らしている。」

この relator を用いた文は、Fillmore (1968) が定義した格の「普遍的な概念」に則ると、与格構文と所格構文が融合したようなものということになり、トンダノ語においてフィルモアのいう格の区別をあてはめるのであれば、文中で用いられる動詞が2つの格の枠に入れられ、動詞の対象となる語が有生のカテゴリであれば与格が、無生のカテゴリであれば所格が現れているということになる。たとえば以下の文例はいずれも同じ wee 〈やる〉という動詞と wia という relator を用いた構文であるが、a. は対象が有生である〈私〉で動詞 wee の英語訳が "give"〈与える〉となって与格を含む格の枠に入れられ、b. は対象が無生である〈テーブル〉で動詞 wee の英語訳が "put"〈置く〉となって所格を含む格の枠に入れられるということになる。
- a. si tuama mawee buku wia niaku
  - グロス: clf.anim.sg 男 やる 本 に 1sg
  - 訳:「男は私に本をくれる。」
- b. si tuama mawee buku wia meja
  - グロス: clf.anim.sg 男 やる 本 に テーブル
  - 訳:「男はテーブルに本を置く。」

またトンダノ語には以下に挙げるような場所の名詞（英: locative nouns）が存在する。
- atas 〈上〉
- wawaˀ 〈下〉
- muri 〈後ろ〉
- liˀlik 〈端〉
- g̵orəm 〈内、中〉
- luar 〈外〉

これらの名詞は以下に例示するように、文脈から明らかでない限り所有者要素を伴う。
- wia nunərey
  - グロス: に clf.inan-真ん中-1pl.excl.poss
  - 訳:「(あなたは含まない)我々の中に」
- witu ŋgorəm əmbale
  - グロス: に clf.inan-内 poss/clf.inan-家
  - 訳:「家の中で」

ドライヤーは以上の情報を確認した結果、トンダノ語は前置詞を用いる言語であると結論付けている。

##### 関係節
ドライヤーは Sneddon (1975) の随所を見た結果、トンダノ語では関係節は名詞に後置されると結論付けている。

##### 文
ドライヤーは Sneddon (1975) の随所を見た結果、トンダノ語では主語、目的語、動詞（述語）に特に決まった順番は見られないと結論付けている

#### 話題の呼応
トンダノ語には話題標識が存在し、述語を含む句において話題となる主要部（修飾される名詞や代名詞）の有生や無生に対応した形で現れる。有生の場合、人称や数も区別される。以下が話題標識の取り得る形態の一覧である。
|        |        | 有生 | 有生 | 無生 |
| 単数   | 複数   |      |      | 無生 |
| ------ | ------ | ---- | ---- | ---- |
| 一人称 | 包含   | ku   | kita |      |
| 一人称 | 除外   | ku   | key  |      |
| 二人称 | 二人称 | ko   | kow  |      |
| 三人称 | 三人称 | si   | se   | N-   |

話題標識は以下のような例文に見られる。
- niaku ku matiŋkas
  - グロス: 1sg top.anim.1sg 走る
  - 訳:「私は走っている。」
- nikey key matiŋkas
  - グロス: 1pl.excl top.anim.1pl.excl 走る
  - 訳:「(あなたはどうなのか知らないが)我々は走っている。」
- si tuama si matiŋkas
  - グロス: clf.anim.sg 男 top.anim.3sg 走る
  - 訳:「男は走っている。」
- si tuama wo si wəwene se matiŋkas
  - グロス: clf.anim.sg 男 com clf.anim.sg 女 top.anim.3pl 走る
  - 訳:「男は女と走っている。」
- nisea se matiŋkas
  - グロス: 3pl.anim top.anim.3pl 走る
  - 訳:「彼らは走っている。」
- mpəpalən əmpinənət
  - グロス: clf.inan-扉 top.inan-閉まる
  - 訳:「扉は閉まっている。」
- mpaŋana ntiməmpaŋ
  - グロス: clf.inan-枝 top.inan-突き出る
  - 訳:「枝は突き出る。」

#### 否定文
否定の助詞 raiˀ ~ raˀi を話題の呼応の直後に置くことで否定文を作ることができる。以下に例文を示すが、話題標識が N- である場合は否定辞にくっつく。
- ku raiˀ matiŋkas
  - グロス: top.anim.1sg neg 走る
  - 訳:「私は走っていない。」
- si tuama si raiˀ matiŋkas
  - グロス: clf.anim.sg 男 top.anim.3sg neg 走る
  - 訳:「男は走っていない。」
- mbale ndaˀi waŋkoˀ
  - グロス: clf.inan-家 top.inan-neg 大きい
  - 訳:「家は大きくはない。」

#### 疑問文
トンダノ語の疑問詞は以下のようなものがある。
| 誰                     | sey    |
| 何                     | sapa   |
| どこ、どの             | wisa   |
| いつ                   | kawisa |
| どうして、何故、なんで | kaˀa   |
| どのように             | kumura |
| いくら、いくつ         | pira   |
| いくら                 | takura |

疑問文では疑問詞がほかの要素の先頭となる。これらの疑問詞の後に話題となる語句を続けると、以下のように疑問詞が述語としても働く疑問文となる。
- sey sia
  - グロス: 誰 3sg.anim
  - 訳:「彼は誰？」
- sapa ŋarana
  - グロス: 何 名.3sg.poss
  - 訳:「彼の名は何という？」
- sapamow ŋkinaanu
  - グロス: 何-もう clf.inan-<pst>食べる.2sg.sbj
  - 訳:「あなたは何を食べたの？」
- kaˀa mpələsir yaˀi
  - グロス: どうして clf.inan-パーティー これ
  - 訳:「これは何の会なの？」［文字通りには「この会はどうして？」］
- kumura nipimu itiˀi
  - グロス: どのように clf.inan-夢-2sg.poss あの
  - 訳:「あなたの夢はどんなのだった？」
- wisa balemu
  - グロス: どこ 家-2sg.poss
  - 訳:「あなたの家はどこ？」
- wisa tinələsanu kayu
  - グロス: どこ <pst>買う.2sg.sbj 材木
  - 訳:「あなたはどこで材木を買ったの？」
- pira se tow witu mbale
  - グロス: いくつ clf.anim.pl 人 に clf.inan-家
  - 訳:「家に何人の人がいる？」

また以下のように sey 〈誰〉や sapa 〈何〉以外の疑問詞が文法素（ただし話題や述語は除く）を説明した動詞節の疑問文も存在する。
- kawisa ya nairədeymow əmbale yaˀi
  - グロス: いつ 3.inan 建てる-もう clf.inan-家 この
  - 訳:「この家はいつ建てられた？」
- kawisa sia minaromi
  - グロス: いつ 3sg.anim pst-雨が降る-mod
  - 訳:「いつ雨が降った？」
- kaˀa sia raiˀpeˀ mapaˀyaŋ si maks
  - グロス: どうして 3sg.anim neg-まだ 働く clf.anim.sg マックス
  - 訳:「どうしてマックスはまだ働いていないんだ？」
- kumura sia winunuˀna si saŋuran
  - グロス: どのように 3sg.anim <pst>殺す-3sg.sbj clf.anim.sg ワニ
  - 訳:「彼はどうやってワニを殺した？」

## 研究史
トンダノ語に関する文献としては3つの語彙一覧表、トンダノ民族であるF・S・ワトゥセケ（F.S. Watuseke）による数々のテクストや短い論文、そして言語学者ジェームズ・スネドンによる音韻論ならびに文法書（Sneddon (1975)）が挙げられる。以下は3つの語彙一覧表の文献情報と、それぞれに関してスネドンが述べている注意点を挙げていく。
- Jansen, A.J.F. (1855). “Vergelijkende woordenlijst van talen en dialekten in de residentie Menado” (オランダ語). Tijdschrift voor Indische Taal-, Land- en Volkenkunde 4:  521–548.
  - 備考: 綴りが不正確かつ一貫性に欠け、対訳も不正確である[7]。レンボケン方言に関して言えば、これに掲載された150語が1978年までの時点で唯一の情報源である[148]。
- Niemann, G.K. (1869–70). “Mededeelingen ontrent de Alfoersche taal van noord-oost Celebes” (オランダ語). Bijdragen tot de Taal-, Land- en Volkenkunde:  205–251 [doi:10.1163/22134379-90000834; JSTOR 25735943], 400–445 [doi:10.1163/22134379-90000836; JSTOR 25735946] (vol. 16); 69–119 [doi:10.1163/22134379-90000803; JSTOR 25735966] (vol. 17).
  - 備考: 問題点はヤンセンの語彙一覧表と同じ[7]。
- Lengkong, G.H.; Wantalangi, A. (1953) (インドネシア語). Kamus djolong (sederhana) bahasa Tondano-Indonesia. Tomohon: Jajasan Kuranga
  - 備考: 上記2つの語彙一覧表よりは詳細であるものの、その2つと同様の欠点を抱えており、トンダノ語以外の言語（主にトンセア語）の項目も数多く混入してしまっている[149]。